# Kundelfingen

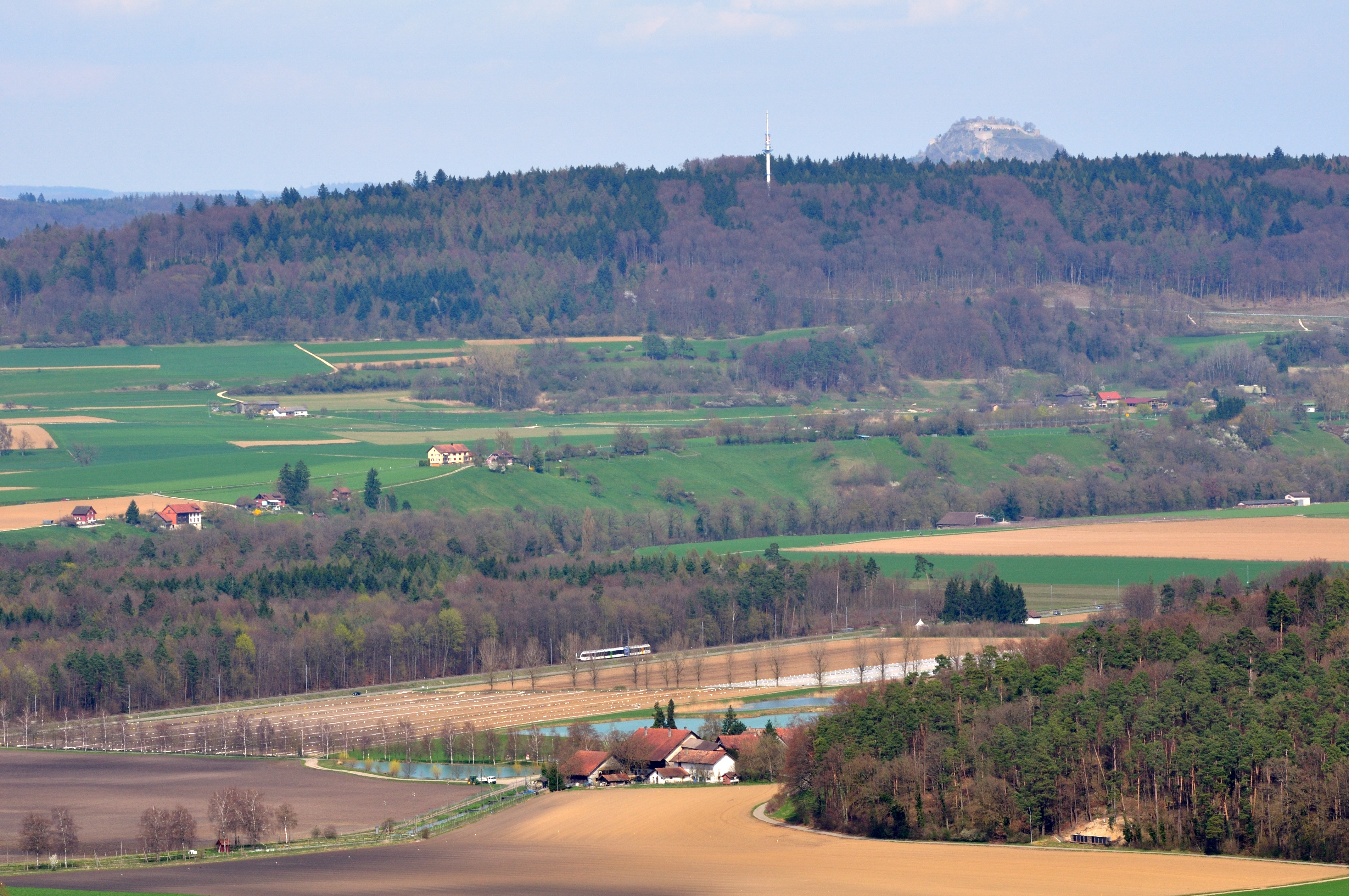
Blick auf den Kundelfingerhof, vom Aussichtsturm Hochwacht Wildensbuch, 2011

Kundelfingen ist ein erstmals im 13. Jahrhundert erwähnter Weiler zwischen dem an den Rhein angrenzenden Schaaren und dem Buechberg, westlich von Diessenhofen in der Schweiz. Eine heute noch bestehende grosse artesische Wasserquelle führte wahrscheinlich schon in der Antike zur Besiedlung. In der zweiten Hälfte des 19. Jahrhunderts entstand aus den Lehenshöfen und verschiedenartigen Gewerbebetrieben der Kundelfingerhof als landwirtschaftlicher Gutsbetrieb mit Forellenzucht. Anfangs des 21. Jahrhunderts wurde das Gut durch Kiesabbau, Weiherbau, Landverkäufe, Abbrüche und Neubauten umstrukturiert und aufgeteilt. Die Landwirtschaft wurde aufgegeben, der Fischzuchtbetrieb erweitert und ein Gastronomiebetrieb integriert.

## Geschichte

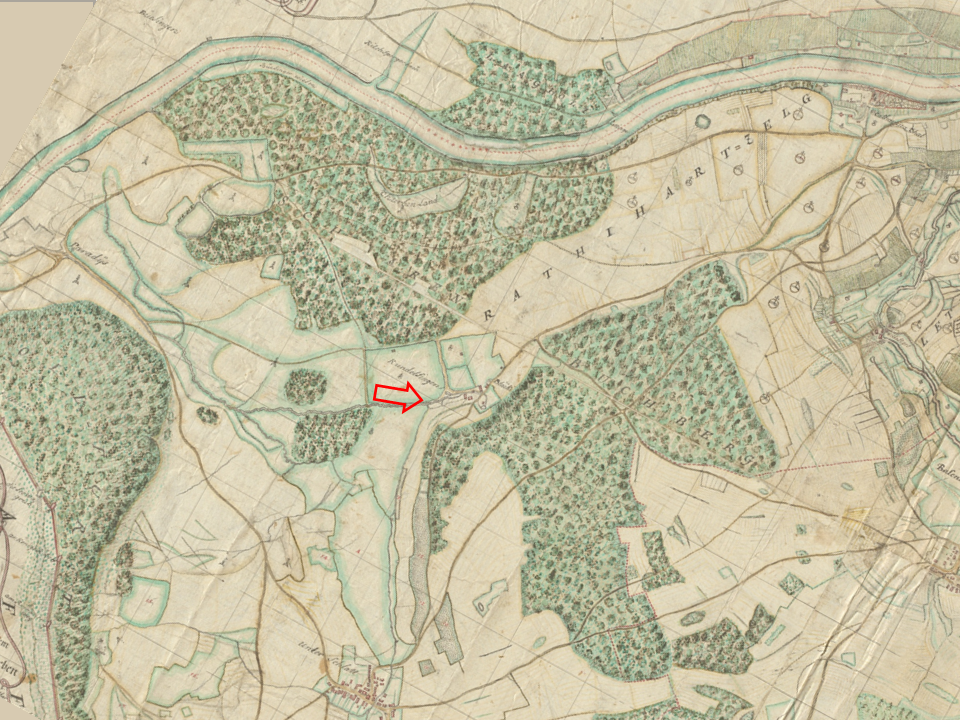
Kartenauszug 1772 von [https://hls-dhs-dss.ch/de/articles/022948/2007-11-27/ Johann Jakob Hanhart

### Frühe Geschichte

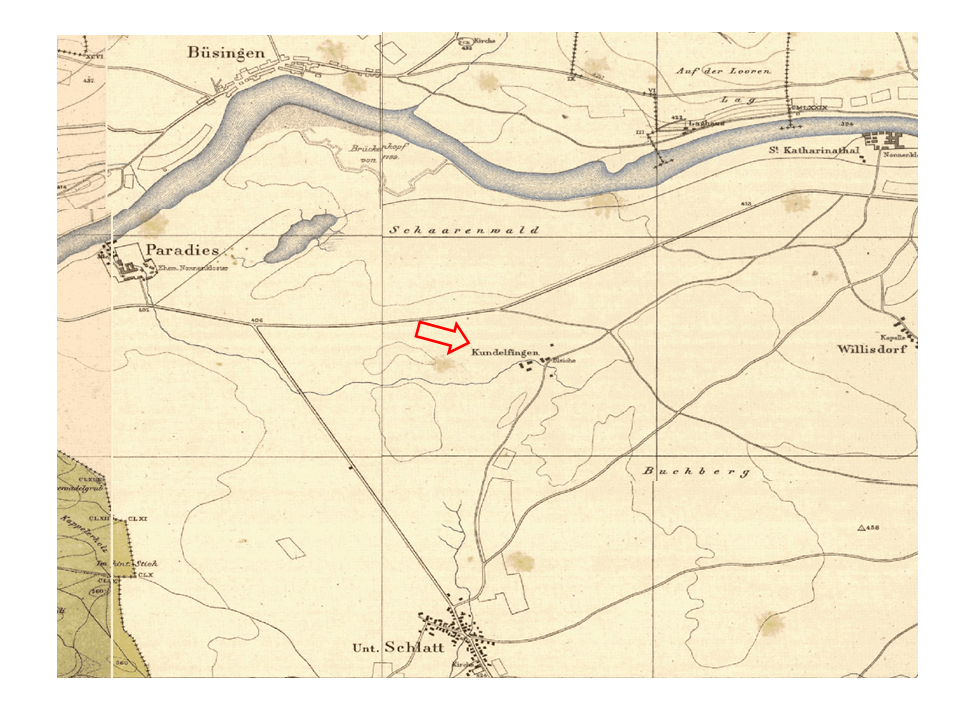
Kartenauszug 1850 von Johannes Wild

Spärliche erste Besiedlungsspuren weisen auf die Römerzeit hin. 1263 wird der Weiler mit Mühle erstmals erwähnt als Chunnonvingen. Der Name hat alemannischen Ursprung – wahrscheinlich entstanden im 5./6. Jahrhundert – und steht für die Ableitung eines Sippenoberhauptes namens Cunolf oder Kunolf, was gleichbedeutend ist mit «der kühne Wolf».
Wasserquelle in Kundelfingen
Die Kundelfinger Quelle (früher auch als «Schwarzach Quelle» benannt) gilt als grösstes Quellvorkommen in der Nordostschweiz. Sie stellt den Überlauf eines Grundwasserleiters dar, welcher aus einer zirka 9 km² grossen Schotterablagerung mit Moräneüberdeckung besteht. Der Ursprung ist auf die zwei letzten Eiszeiten zurückzuführen. Dieses überwiegend vom Buechberg bewaldete und auch westlich von Basadingen gelegene Ackerbaugebiet ist neben den Thur- und Rhein-Grundwasserströmen als bedeutendster natürlicher Grundwasserspeicher im Thurgau dokumentiert. Das gespannte Grundwasser tritt in Kundelfingen an einer durchlässigen Stelle als artesische Quelle an die Oberfläche. Die durchschnittliche Infiltration der Niederschläge in den Aquifer wird mit 6 Liter pro Minute und Hektar (entspricht rund einem Drittel der Niederschläge) veranschlagt. Zuflüsse anderer Art sind nicht bekannt.
Um 1905 erwogen die Stadtbehörden von Schaffhausen die Kundelfingerquelle für die städtische Wasserversorgung käuflich zu erwerben und mit einer Leitung quer durch den Rhein zu erschliessen. Die Gesamtkostenberechnung belief sich auf die damals ungeheure Summe von 430`000 Franken. Aus verschiedenen Gründen (z. B. gescheiterter Staatsvertrag mit dem Kanton Thurgau) kam das Projekt dann doch nicht zustande. Der Bachabfluss blieb somit allen Nutzern, von Kundelfingen bis zum Altparadies, in vollem Umfang weiter erhalten.
1912 wurde eine Schüttung der Hauptquelle von 4500 Liter pro Minute amtlich bestätigt. Zusammen mit zwei kleineren, später lokalisierten Quellen liegt die seither mit sporadischen Messungen ermittelte Maximalschüttung bei 5650 Liter pro Minute. Die Schüttung korrelierte nach Trockenzeiten zeitversetzt immer mit den vorangegangenen Niederschlagsmengen. So lag sie 1950 nach mehreren Trockenjahren noch bei 2500 Liter pro Minute und im Frühjahr 1952 bei 3500 Liter pro Minute. Grundwasserentnahmen aus dem Aquifer führen folglich je nach Entfernung zur Quelle zu einer Spannungsverminderung und Herabsetzung der Schüttung. 1992 wurde die Quelle auch durch seismische Messungen (künstlich ausgelöste Erdbeben) und 2018 durch zahlreiche Grundwasserfassungen, beides in unmittelbarer Umgebung, wesentlich beeinträchtigt.
Mühlen, Schleiferei
Im 13. Jahrhundert gingen die Lehenshöfe mit Fluren vom Adelsbesitz an die Klöster St. Katharinental und Paradies über. Neben Landwirtschaft hatte die Mühle bis ins 20. Jahrhundert einen besonderen Stellenwert. Durch die annähernd konstante Wasserschüttung der grossen Quelle kam dem Mühlenbetrieb wertmässig lange noch die grössere Bedeutung als dem Grundbesitz zu. Die Mühle hatte Bestand bis Anfang des 20. Jahrhunderts; erhalten ist nur noch ein Läuferstein eines Mahlganges. Mit dem Wasser von Kundelfingen sollen einst acht Wasserräder betrieben worden sein. Die Zahl Acht ist wohl für den gesamten Verlauf des etwa vier Kilometer langen Baches, benannt Schwarzach (heute auch als «Mülibach» bezeichnet), zu verstehen. Nur spärliche Überlieferungen gibt es bezüglich der im 15. Jahrhundert erwähnten «Schleife-» oder «Schleifmühle zu Kundelfingen».
Die «Bleiche zu Kundelfingen»
1602 erstmals als «Bleiche zu Kundelfingen» erwähnt, galt dieser Betrieb später als erste Naturbleicherei der Schweiz für Leinentuch; eingestellt um 1875. Das erhaltene «Walkehaus» (Fischereihaus im 20. Jahrhundert) zeugt noch heute von dieser Epoche. Dokumentiert (18. und 19. Jahrhundert) sind auch ein grosses Bleichereigebäude, ein «Henketurm» oder «Tröckneturm» für die Tuchtrocknung und Wasserkanäle verbunden mit rund 70 holzbewehrten Gruben als Wasserspeicher. Südlich vom Rheinufer verlief einst der «Bleicherweg» bzw. «der Weg zur Bleichi» durch den Schaarenwald Richtung Kundelfingen.
Wein- und Obstbau
Im 17. Jahrhundert erstreckte sich am Westhang des Buechbergs ein ausgedehnter Weinberg bis südlich des Weilers Kundelfingen (Gyger-Karte von 1667). Überliefert ist auch «dass es dort früher (17./18. Jahrhundert) weit und breit keinen so schönen Obstwachs gegeben habe». Aus dieser Zeit dürfte die Bezeichnung «Torkel», für das auch als «Walkehaus» genutzte Gebäude beim Quellweiher, ihren Ursprung haben.
Lehens- und Pachtverhältnisse
Die Höfe und Gewerbebetriebe von Kundelfingen wurden sowohl unter Adels- als auch Klosterbesitz nach verschiedenen Lehenssystemen an die jeweiligen Bewirtschafter abgetreten. Im Wesentlichen gab es die drei Lehensarten Schupflehen, Erblehen und das zeitlich begrenzte Bestandeslehen. Als Lehensnehmer/Pächter mit Wohnsitz in Kundelfingen sind die Namen Rudolf und Kunolf (erwähnt 1331), Herman der Müler (1349), Hermann (1365), Hans Stirer (1414), Klaus Benner der Schleifer (1425), Ulrich Keller (1653–1660), Hans Köller/Keller (1673), Jakob Keller (1718), Matthias Keller (1734–1772), Felix Zulauf der Bleiker (1785–1807), Niklaus Widmer (1839) und Roost als letzter Bleiker (1876) überliefert.
Aus dem 18./19. Jahrhundert sind häufige Pächterwechsel bekannt.
Der letzte Pächter

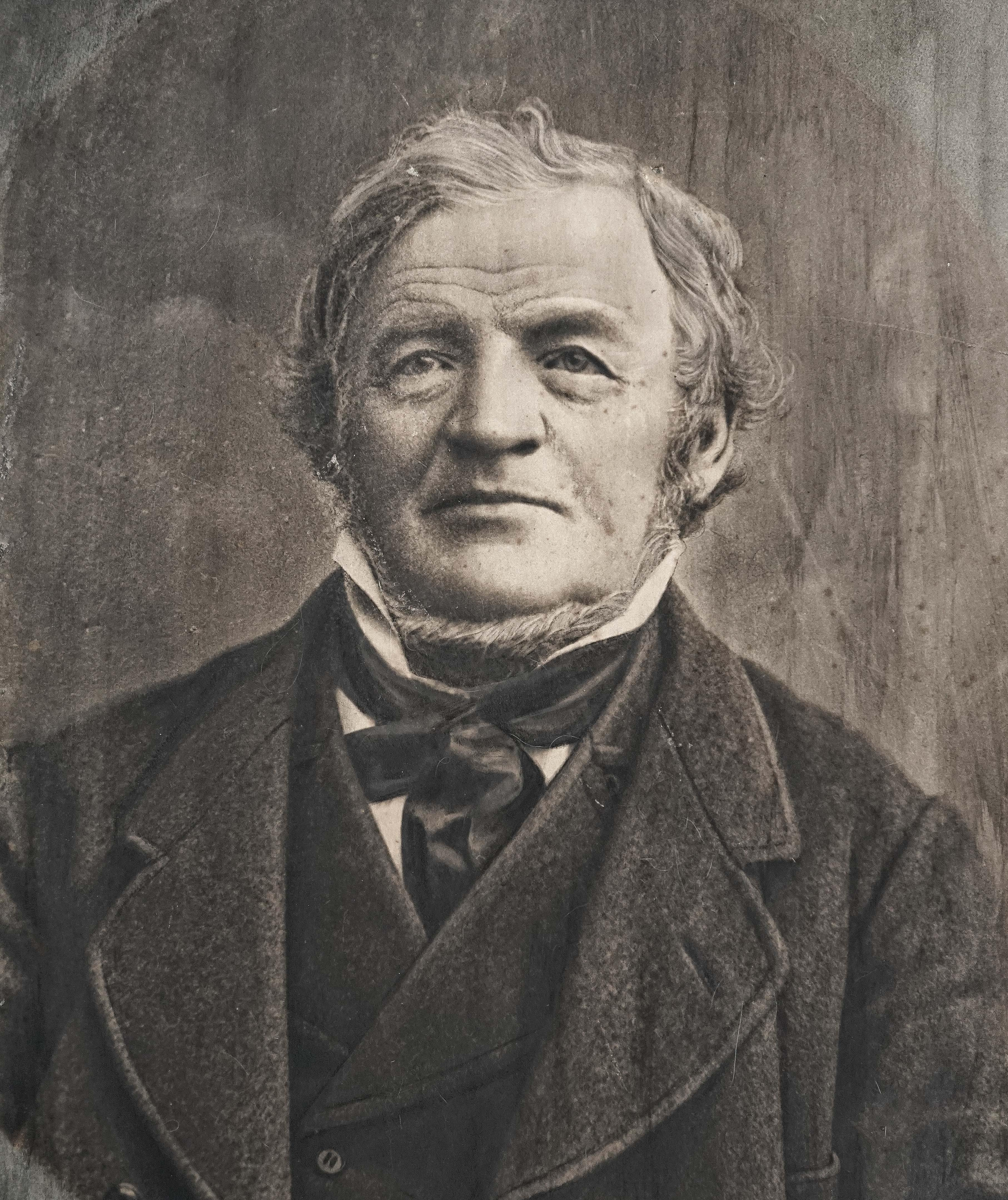
Wilhelm Spiess (1823–1904), Gutshofgründer

Wilhelm Spiess (1823–1904) vom Untervogthaus Uhwiesen und vormaliger Pächter des Sonnenburggutes in Schaffhausen pachtete 1870 den verwahrlosten ehemaligen St. Katharinentaler Hof mit 22 ha im Westen des Weilers Kundelfingen von der Nachfolgegesellschaft des Klosters Paradies. Zusammen mit seiner Frau Maria Spiess-Stamm (1835–1900) brachte er die Gebäude und Felder in einen guten Zustand.
Vom Weiler zum Gutshof

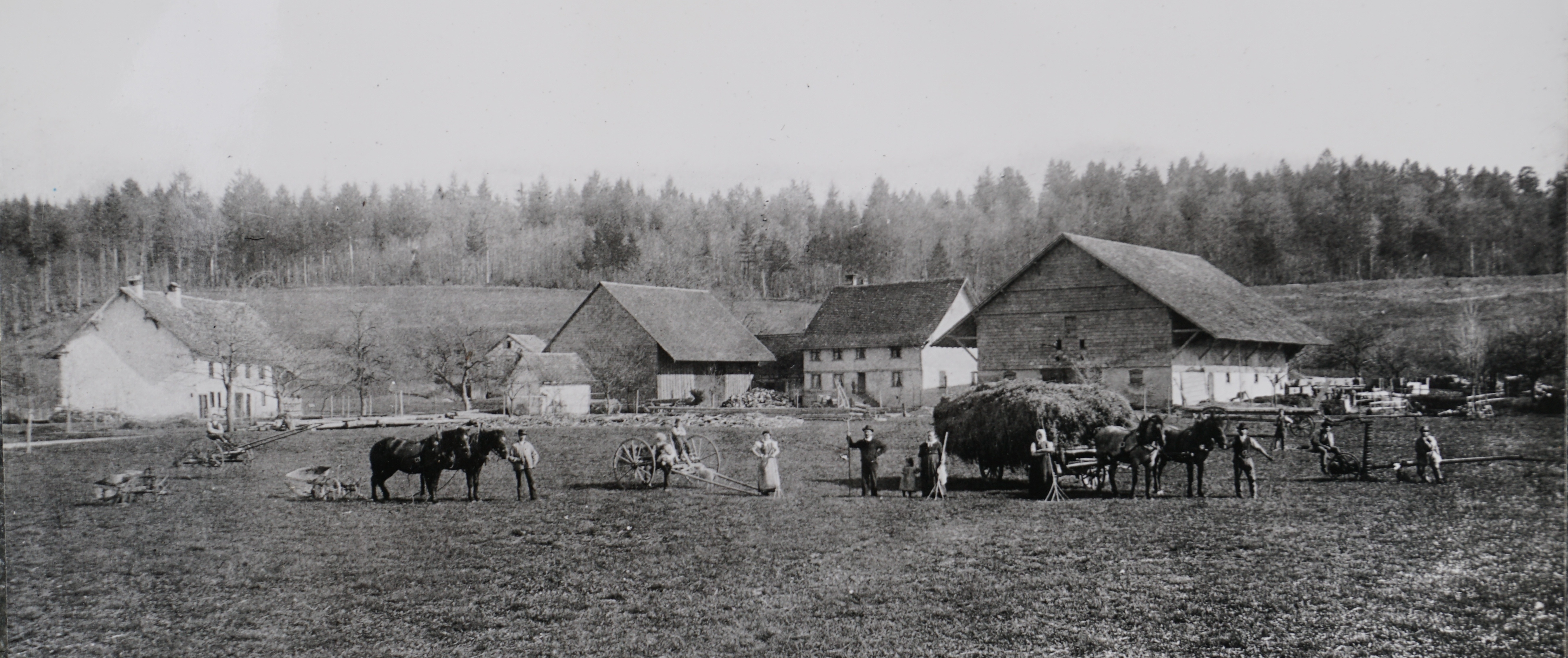
Kundelfingerhof 1901, Familie Spiess mit Belegschaft anlässlich der Hofübernahme durch die zweite Generation

1876 verkaufte die Gesellschaft Paradies beide Höfe von Kundelfingen an Pfarrer Wiederkehr von Altparadies, dessen Bruder die Höfe übernehmen sollte. Dieser war damit überfordert, woraufhin der Pächter Wilhelm Spiess, der vorher bereits viel Arbeit und Geld in den Pachtbetrieb investiert hatte, das ganze Gut mit 36,4 ha erwerben konnte. Die grosse Wasserquelle mit Bach blieb vorerst weiterhin im Eigentum der Gesellschaft Paradies. Das zum Teil mitten im Hofareal gelegene Quellgebiet und der Bach mit Umgelände von acht Metern wurden mit Grenzsteinen abgemarkt. Durch weitere Zukäufe, später durch Sohn Hermann Spiess (1866–1930), erreichte die Betriebsfläche 52 ha. Im Gegensatz dazu lag die mittlere Betriebsgrösse in der Schweiz zu der Zeit bei 4,9 ha. Die Zusammenlegung der Höfe erforderte grossflächige Meliorationsarbeiten, ein neues Betriebskonzept und umfangreiche bauliche Massnahmen. Der Weilername Kundelfingen wurde von nun an überwiegend durch die Bezeichnung «Kundelfingerhof» abgelöst.
Nutzung der Wasserkraft

Hermann Spiess (1866–1930)

Die zunehmende Verbreitung verschiedener Hofmaschinen gegen Ende des 19. Jahrhunderts war Anlass zur weiteren intensiveren Nutzung der Wasserkraft. Hierzu nutzte man das oberschlächtige Wasserrad aus der Bleichezeit, das beim «Walkehaus» mit Wasser vom Weiher der grossen Quelle versorgt wurde. Die Energieübertragung zum Zentrum des Hofes löste Hermann Spiess mit Holz-Zahnradgetrieben, Riemenübertragung und einer Seiltransmission über eine Distanz von etwa 100 m. Dieses System war vom 1866 erstellten Moserdamm in Schaffhausen abgeleitet, wo die Wasserkraft durch Seiltransmissionen zu den Industriebetrieben am Rheinufer übertragen wurde. In Kundelfingen konnten so schon um 1880 Mühlen, Brechen und Futterschneidemaschinen in der Scheune über dem Rinder- und Pferdestall durch Wasserkraft betrieben werden. Grosse Arbeitserleichterung und Leistungssteigerung brachte vor allem der Antrieb einer noch für das Göpelsystem konzipierten einfachen Dreschmaschine direkt neben dem Garbenstock.

### 20. Jahrhundert, bis 1970
Bewirtschaftung

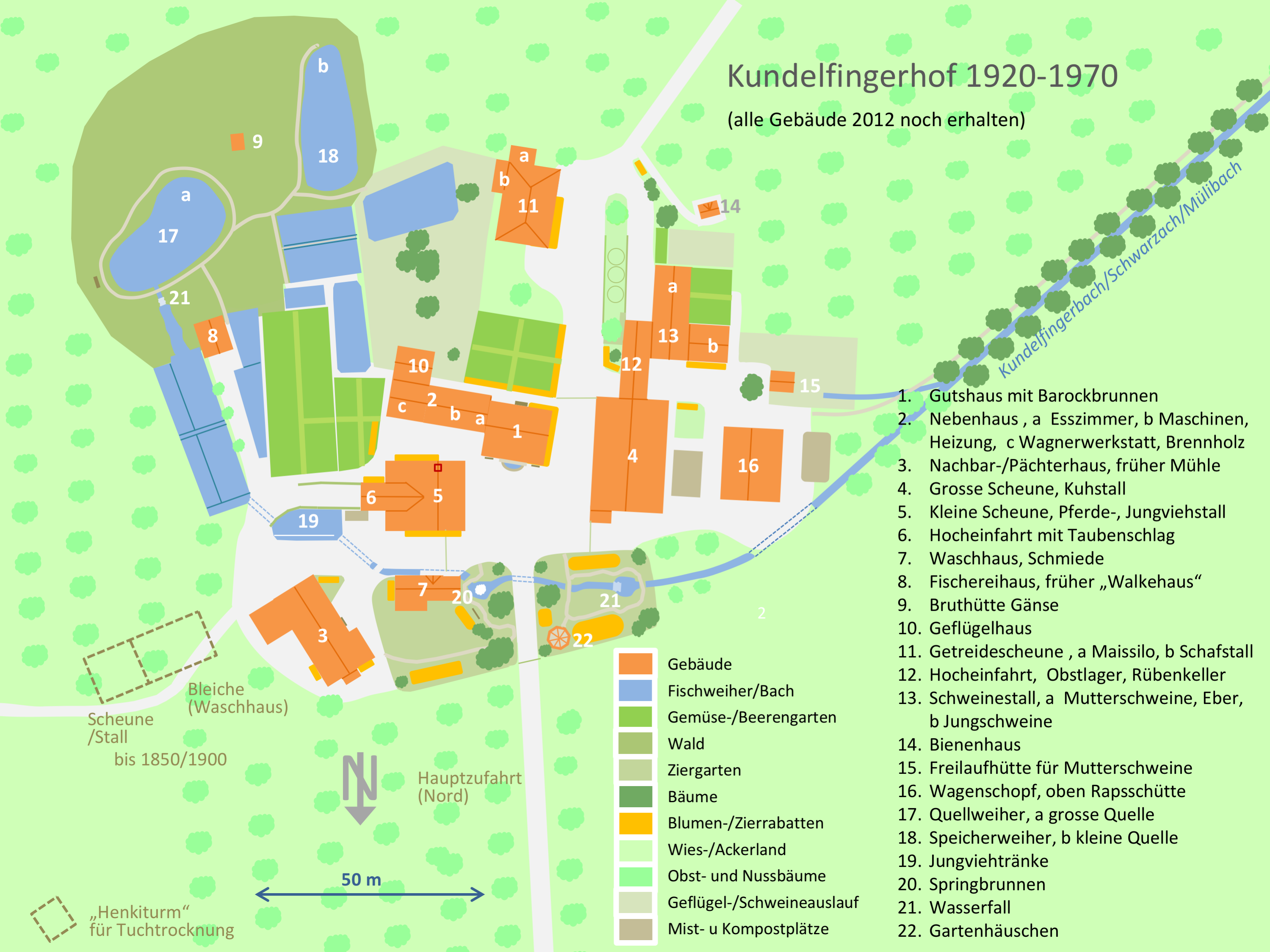
Kundelfingerhof: Hofplan Gebäude und Anlagen; alle Hochbauten wurden noch vor 1911 erstellt; Nr. 1, 3 und 8 zeigen Spuren aus dem Mittelalter

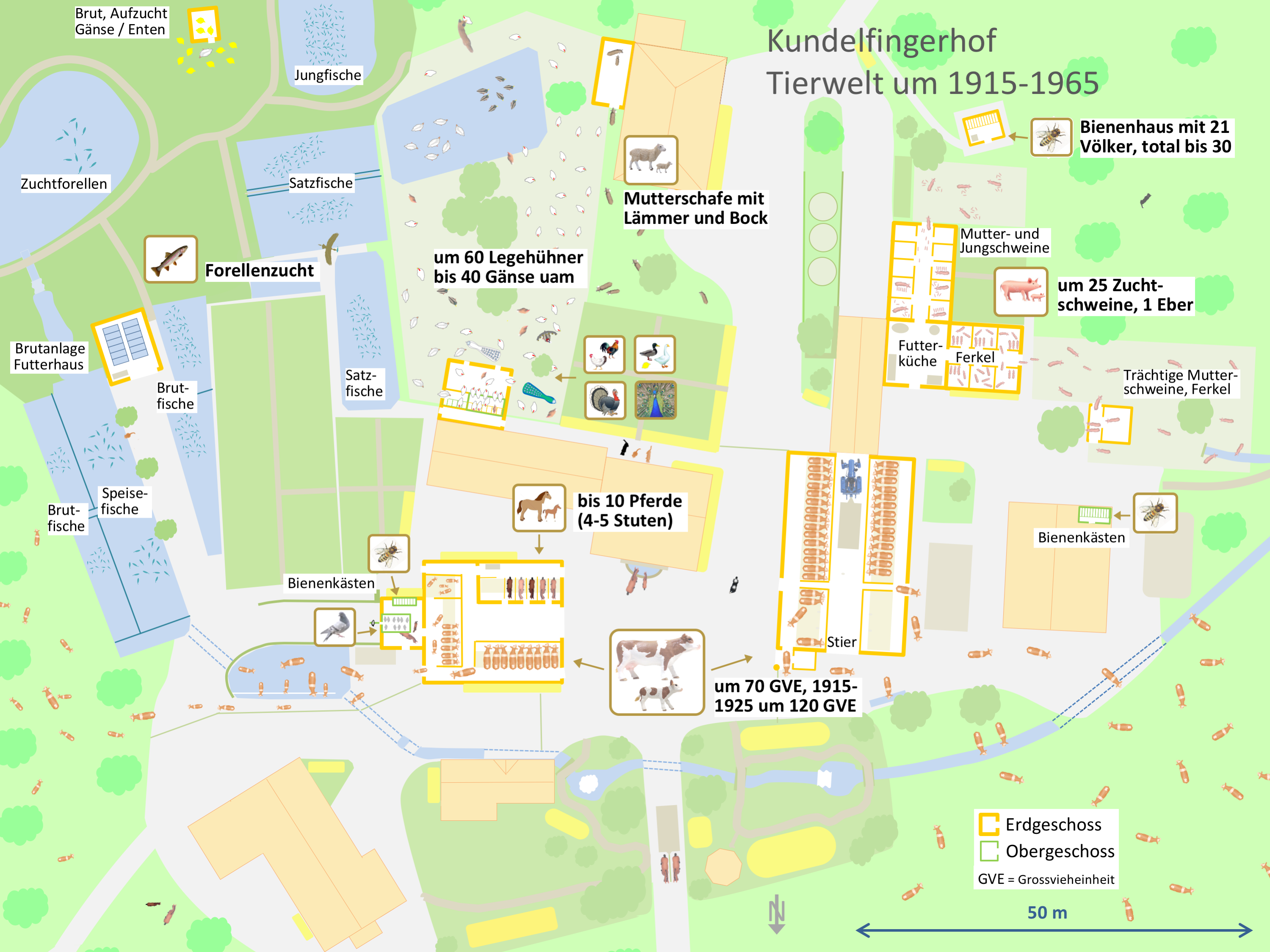
Tiervielfalt im 20. Jahrhundert. Die hellen, durchlüfteten Ställe mit Auslaufmöglichkeit und Zugang zu Fliessgewässern waren damals vielbeachtete Neuerungen

Während in der ersten Hälfte des 19. Jahrhunderts der Ackerbau dominierte, rückte später die Milchwirtschaft mit Kleegras- und Luzerneanbau im Wechsel mit Ackerbau (Getreide, Kartoffeln, Futterrüben und Pferdezahn-Mais) in den Vordergrund. Über viele Jahrzehnte wurden die Milch und weitere Hofprodukte nach Schaffhausen, anfänglich direkt an eine stetig zunehmende Kundschaft, ausgeliefert.

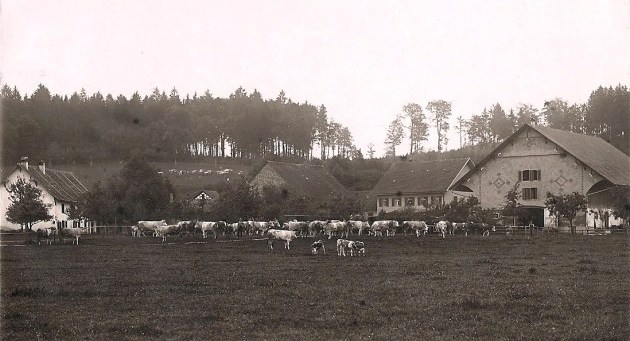
Kundelfingerhof um 1916

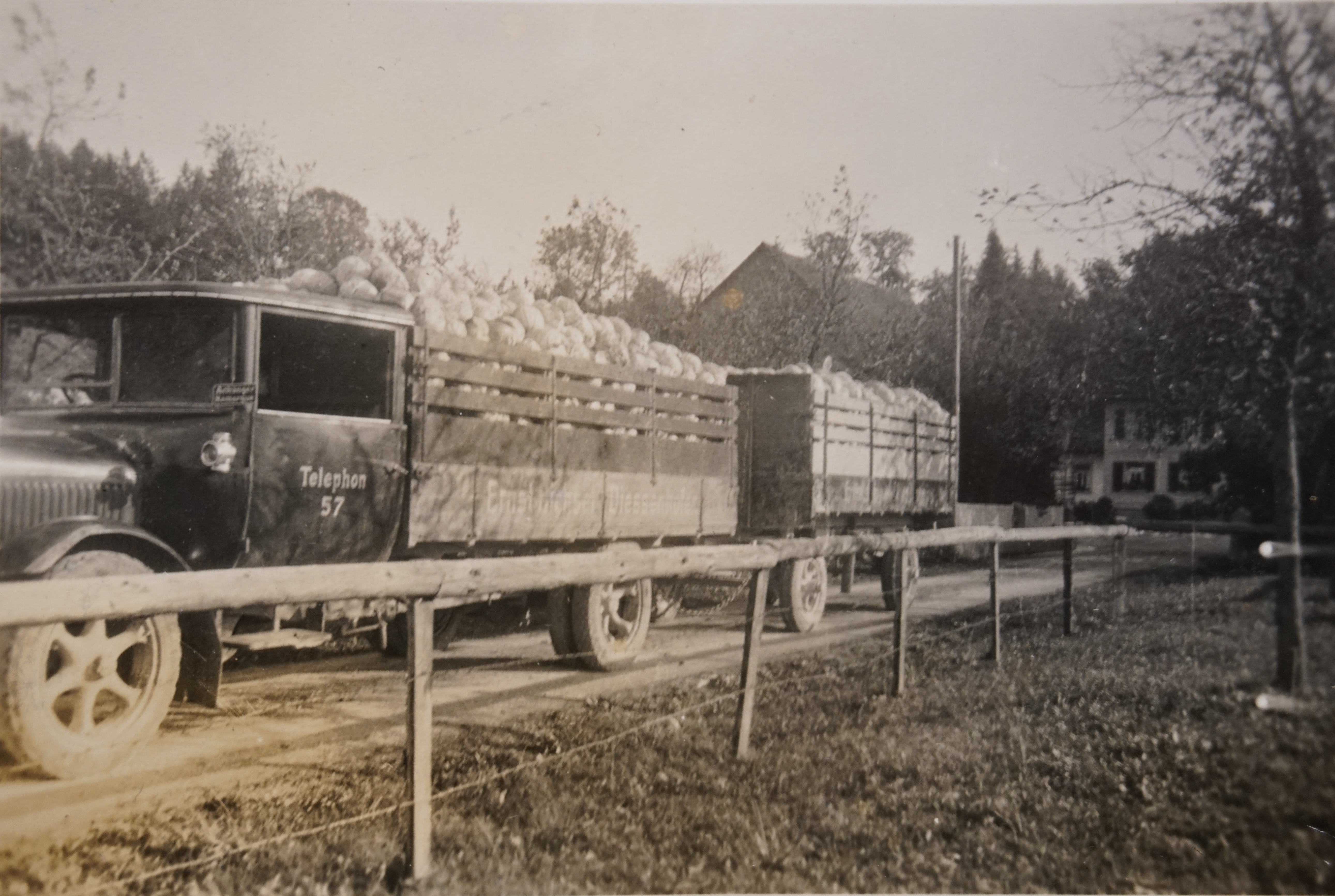
Gemüsetransport mit LKW um 1920

Kurz vor dem Ersten Weltkrieg wurde der Ackerbau erweitert und auch Feldgemüse – vor allem verschiedene Kohlarten – grossflächig als Zwischenkultur auf den überwiegend schwarzen, humusreichen Böden angebaut. Die Intensivierung des Zwischenfruchtanbaues erweiterte auch die Futtergrundlage für 70 Grossvieheinheiten. Die Gemüselieferungen erfolgten an Privatkunden, Grossküchen, die Lebensmittelindustrie und vor allem Sauerkrautfabriken. Während des Ersten Weltkrieges wurde u. a. die Werkskantine und die Belegschaft der Firma Bühler, Uzwil beliefert. Der Feldgemüsebau entwickelte sich zur bedeutenden wirtschaftlichen Grundlage des Betriebes. Das eingeführte Gemüse-Produktionssystem fand zuerst in Basadingen TG und später auch in der weiteren Umgebung grosse Verbreitung.
1920 wurde Hermann Spiess Gründungsmitglied des Saatzuchtverbandes Schaffhausen; in Kundelfingen und im Griesbacherhof begann damit die Saatgetreideproduktion.
Ausbau der Energieversorgung

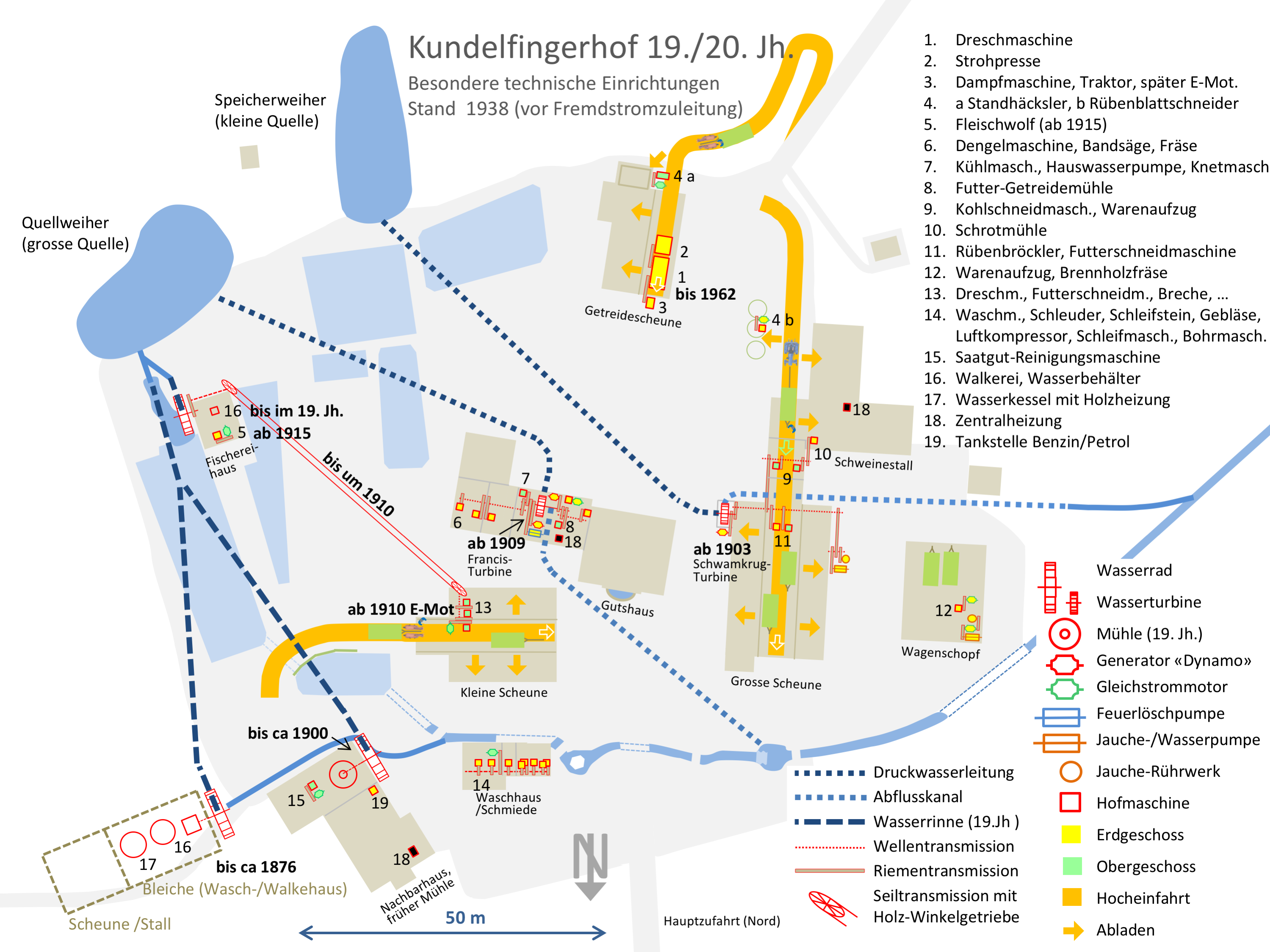
Hoftechnische Ausstattung

Die vertraglichen Regelungen mit dem Eigentümer der Quelle und der durch den Hof abfliessenden Schwarzach verboten eine private Nutzung zum Antrieb einer Knochenmühle oder anderer Mühlen. Als um 1900 ca. zwei Meter über der bestehenden Quelle auf dem Land des Gutsbesitzers eine weitere, kleinere Quelle gefunden und erschlossen wurde, konnte dieses Problem behoben werden. Mit einer Schüttung von rund 1000 Liter pro Minute war so die Voraussetzung für ein eigenes Elektrizitätswerk gegeben. Dazu wurde unterhalb der kleinen Quelle ein Speicherweiher angelegt, dessen Grösse es erlaubte, bei sieben Metern Fallhöhe eine Schachtturbine (System Schwamkrug) mit rund 5 kW während mehrerer Stunden zu betreiben. Für einen Dauerbetrieb war der Zulauf zum Speicherweiher zu gering. Ein Generator «Dynamo» (110 V Gleichstrom) versorgte ab 1903 den Hof vor allem am Abend mit Strom.
1906 erwarb Hermann Spiess auch die erste, grosse Quelle mit Weiher, Bach und den anliegenden Gebäuden. 1909 wurde es möglich, eine zweite Turbine nach dem Francis-System mit 3,7 kW und elektromechanischer Regelung für den Dauerbetrieb einzubauen. Zusammen mit der Schwamkrug-Turbine stand nun eine maximale Systemleistung von 8,8 kW zur Verfügung.
Zupacht «Griesbachhof» bei Schaffhausen
Zwischen 1916 und 1925 wurde vom Eigentümer des Kundelfingerhofs auch die «Staatsdomäne» Griesbacherhof bei Schaffhausen mit ca 50 ha für die Mitbewirtschaftung zugepachtet. Am Anfang standen Renovationen, Neubauten und Meliorationen im Vordergrund. Wegen gesundheitlicher Probleme von Hermann Spiess wurde die Pacht, nach Ablauf der Pachtdauer von neun Jahren, nicht mehr erneuert. Da die Betriebsschätzung durch den Schweizerischen Bauernverband bei Pachtende eine beträchtliche Erhöhung aufzeigte, erhielt Hermann Spiess den Aufwand einiger Eigeninvestitionen vom Kanton nachvergütet.
Technik in Hof und Feld

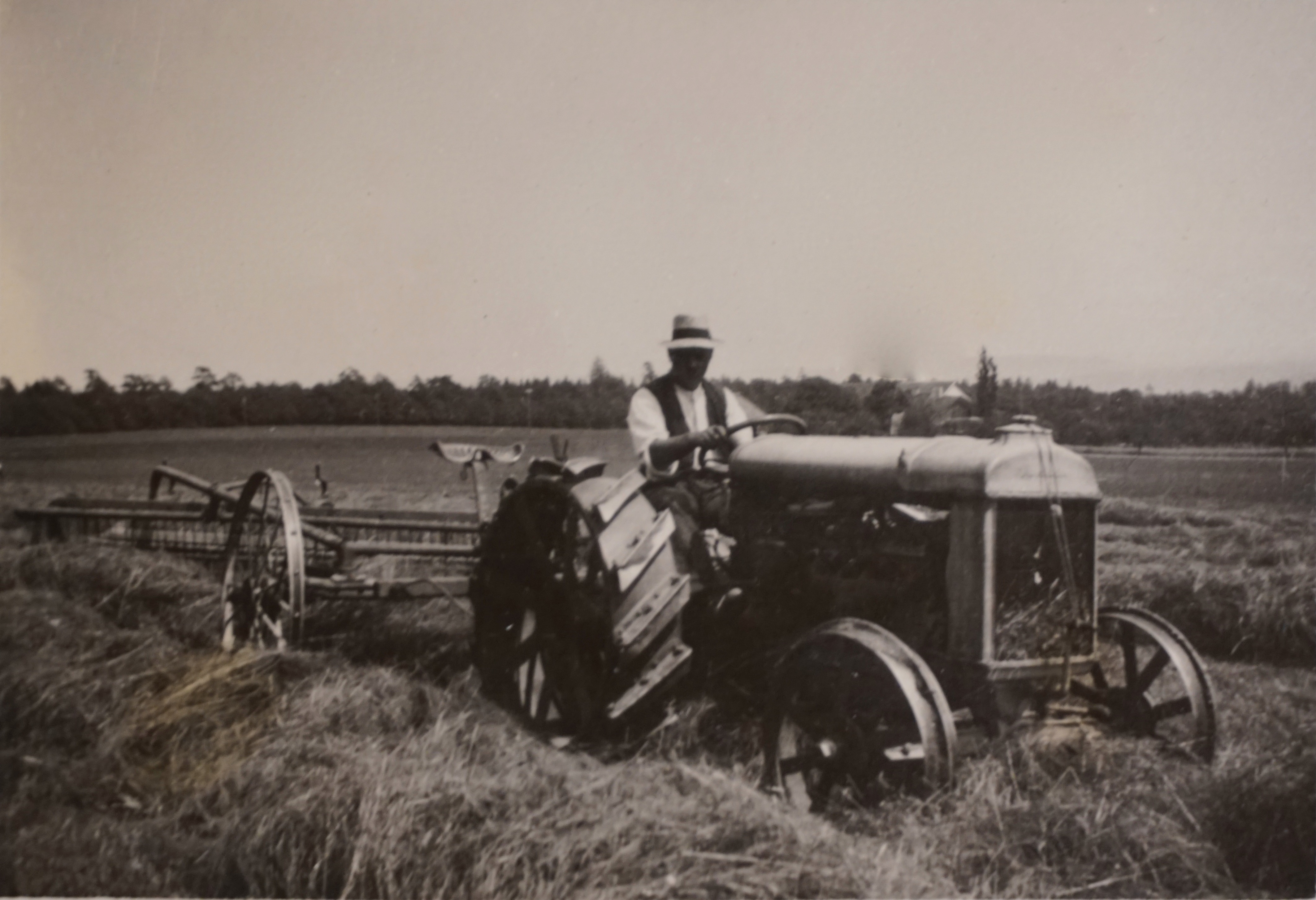
Traktoreinsatz (Fordson F) um 1920 in der Heuernte

Bereits um 1880 wurden eine Mähmaschine mit Ableger und weitere Maschinen für die Futter- und Getreideernte eingesetzt. Die mobile Motorisierung erfolgte um 1920 durch den Erwerb eines Fordson-Traktors mit passenden Anbaugeräten wie z. B. Zweischar-Anhängepflug, verschiedene Heuwerbemaschinen, Heulader, Rüben-Schwadroder, Mähbinder und eine halbautomatische Gemüsepflanzmaschine mit Wassertank. Vor allem für den Gemüsetransport über grosse Entfernungen rüstete man schon in den 1920er-Jahren Ackerwagen mit LKW-Luftbereifung und den Traktor wechselweise mit Vollgummi-Reifen aus. Die vier Scheunen mit einem überdachten Hochsilo für Mais verfügten über Hocheinfahrten, was über viele Jahrzehnte die Handarbeit beträchtlich erleichterte.
Bis in die 1960er-Jahre wurde eine grosse Dreschmaschine mit Strohbinder von der Genossenschaft Basadingen, in der innovativen Getreidescheune von 1910, benutzt. Der Antrieb für die Dreschmaschine erfolgte um den Ersten Weltkrieg durch ein Dampflokomobil, später dann durch einen Traktor oder einen Elektromotor. Der Drescheinsatz im Spätherbst/Winter benötigte zusätzliche Arbeitskräfte und dauerte etwa 1 Woche. Einzelne Mähdreschereinsätze gab es ab 1948; eine Maschine verbrannte in diesem Jahr während der Arbeit. Der erste eigene Mähdrescher und ein Sammelroder für Kartoffeln kamen 1950/52 zum Einsatz. Eine eigene Saatgutreinigungsmaschine (Petkus) mit Wind-Siebfege und Trieur ermöglichte die direkte Lieferung an die Getreideverwaltung, Getreideproduzenten und Raps-Ölmühlen.

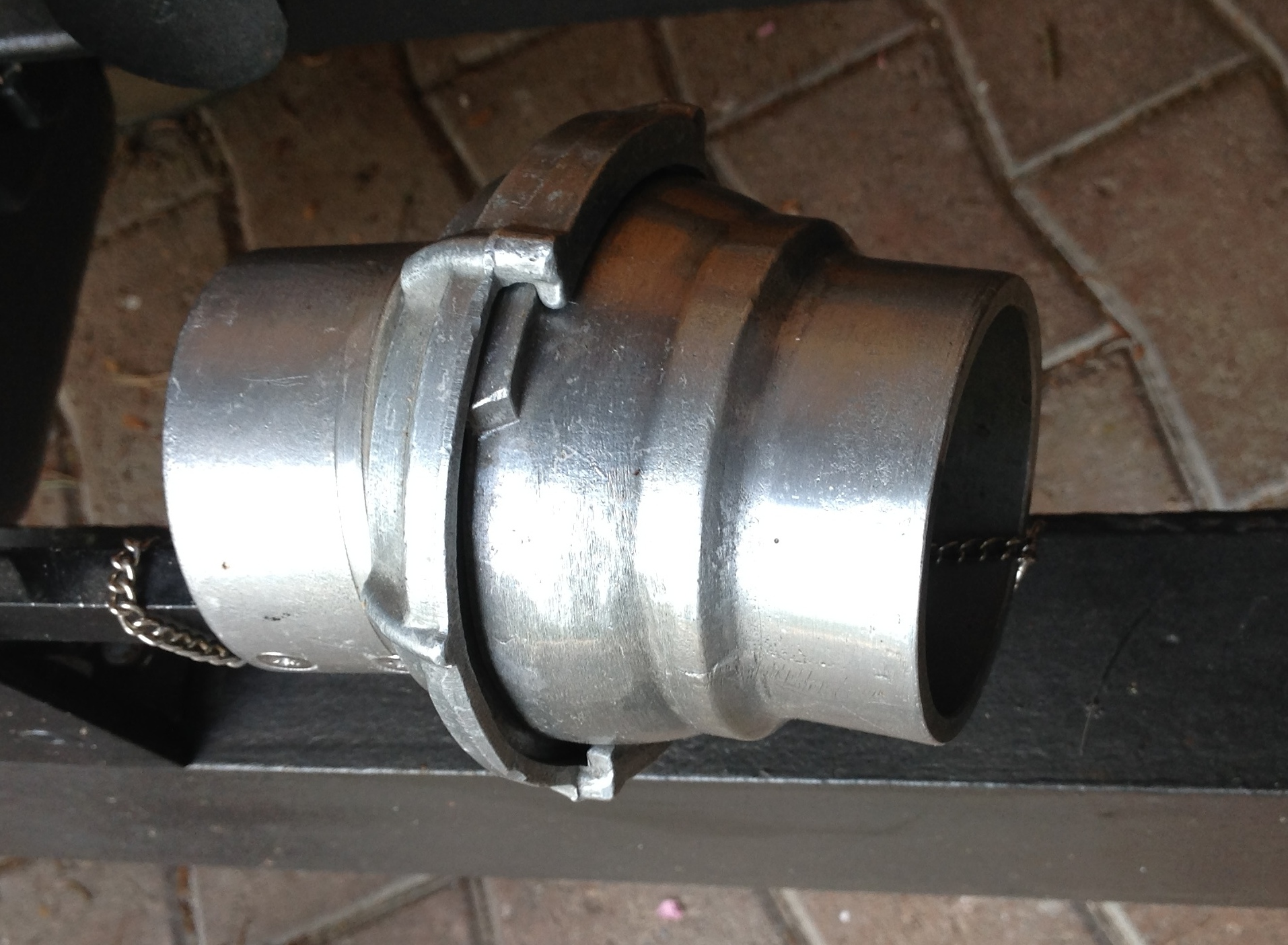
Kugelgelenk-Rohrkupplung für flexible Jauche- und Wasserleitungen

Um 1910 verfügte man bereits über die ersten unterirdischen Leitungen für die Jaucheausbringung und Beregnung, die zusammen mit einem System für die Mistverflüssigung später weiter ausgebaut wurden. Ebenso auch die Jauchegruben mit insgesamt 800 m³ Fassungsvermögen. Selbst die weiter entfernten Felder konnten nun zum optimalen Zeitpunkt einfach und ausreichend gedüngt und bewässert werden. Um 1925 erfand Hermann Spiess die Kugelgelenkkupplung für flexible Bewässerungs- und Jaucherohrleitungen, die durch eine Giesserei und Maschinenbaufirma in Serie gefertigt und vertrieben wurden. Dadurch liessen sich die verschleissanfälligen Gewebeschläuche ersetzen.
Hauswirtschaft
Der Gutshaushalt war ganz auf Selbstversorgung ausgerichtet und hatte bis in die 1960er-Jahre um bis zu 20 Personen mit Kost und Logis zu versorgen. Dazu kamen sporadische Aushilfskräfte und Störhandwerker sowie vor dem Zweiten Weltkrieg auch die Bauarbeiter. Nebst den Gärten im Hofbereich gab es auch wechselnde Gemüseparzellen, vor allem für Stangenbohnen, im Feldbereich. Aussergewöhnlich für einen Privathaushalt war die um 1920 eingerichtete Kühlanlage für Lebensmittel. Die Kältemaschine in einem Holzgehäuse wurde direkt durch die Francis-Turbine angetrieben. Als weitere Innovation galten in den Zwanzigerjahren die vorhandenen Flaschenreinigungs-, Pasteurisierungs- und Abfüllanlagen für Obstsäfte sowie Teig-Knetmaschine, Elektro-Boiler, Waschmaschine, Wäschemangel, Zentralheizung und sanitäre Anlagen nach dem neusten Stand.
Arrondierung
Durch gezielte Zukäufe und Landabtausch konnte im Laufe der Zeit eine vollständige Arrondierung mit einheitlicher Feldeinteilung und unterirdischen Leitungen für die Bewässerung und Düngung des Betriebes erreicht werden.
Forellenzucht

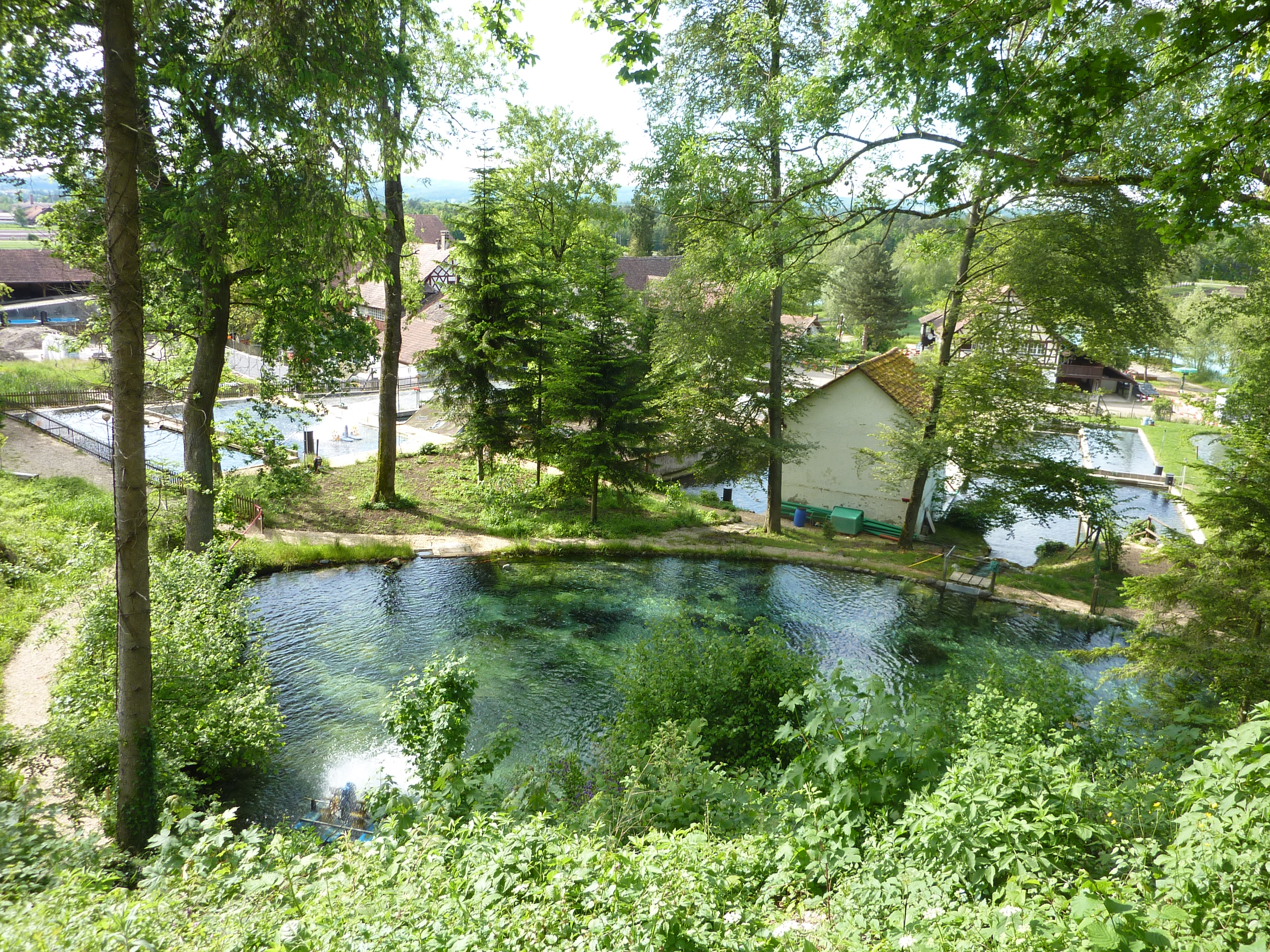
Quellweiher im Kundelfingerhof mit Forellenzuchtanlage und historischem «Torkel-/Walkehaus» (min. 1772) 2012 Sicht von Süden. Viele alte Bäume wurden 2012 gerodet, baulicher Originalzustand der Weiher von 1915, blieb bis dahin erhalten

Neben Karpfen zählten auch Forellen schon während der Klosterzeit zu den beliebten Speisefischen. Durch den Erwerb der grossen Quelle ging das Fischereirecht im Schwarzachbach zum Betrieb über. Wegen der knappen Lebensmittelversorgung während des Ersten Weltkrieges wurde 1915 östlich der Hofgebäude eine Forellenzuchtanlage mit Auslesezüchtung als Nebenbetrieb begonnen. Ab 1960 Erweiterung der Weiheranlage im Westen entlang des Bachverlaufs.
Schon in der Anfangszeit hatte auch der Verkauf von Satzfischen vor allem als Bachforellen eine gewisse Bedeutung. Während der Zeit des Zweiten Weltkrieges stand für den Fischtransport ein Lieferwagen mit Holzgasgenerator im Einsatz. 1965 wurde eine Forellenräucherei eingerichtet.
Ausbildungs-, Versuchs- und Musterbetrieb

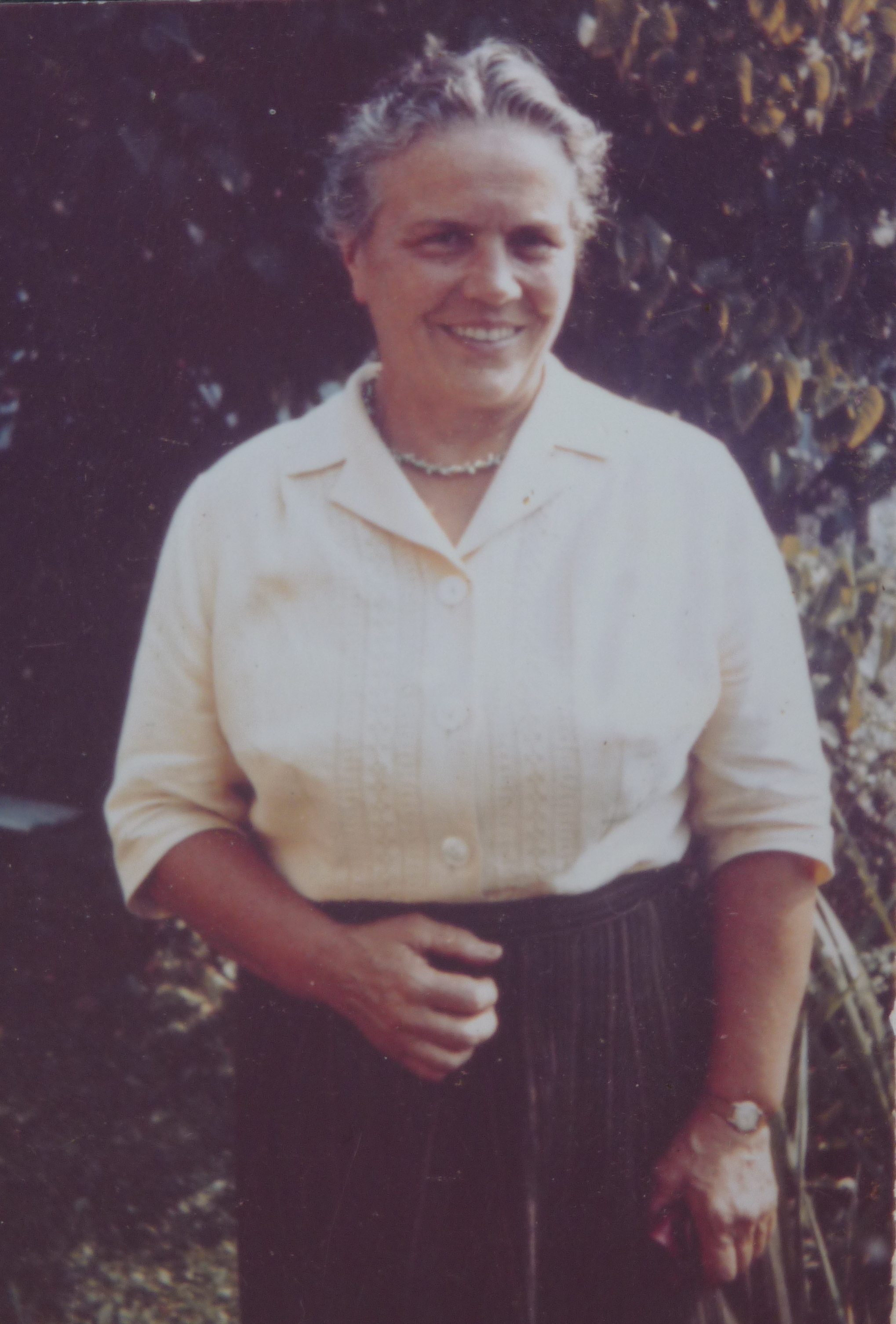
Anna Elise Spiess (1901–1988), erste Bäuerinnen-Beraterin im Kanton Thurgau

Seit Beginn des 20. Jahrhunderts gewann die landwirtschaftliche Berufsausbildung mit bis zu sieben Praktikanten jährlich (inkl. Griesbacherhof) zunehmend an Bedeutung (die Lehrlingsausbildung war damals noch nicht eingeführt).
Die Weiterbildung in der Landwirtschaft wurde zur Zeit des Ersten Weltkrieges noch nicht staatlich gefördert, Fachzeitschriften waren nur spärlich verbreitet. Nur wenigen Landwirten war die Teilnahme an Tagungen, etwa der Gesellschaft schweizerischer Landwirte, möglich. Um auch Bauern kleinerer und mittlerer Betriebe der Umgebung, welche durch die Stallarbeit nur kurzzeitlich abkömmlich waren, neue Erkenntnisse zu vermitteln, initiierte Hermann Spiess eine Beratungsgruppe, welche sich bis einige Jahre vor seinem Ableben 1930 an Abenden regelmässig in Schaffhausen oder an Sonntagnachmittagen auf dem Kundelfingerhof traf.
1934 wurde in der Ostschweiz die Ausbildung von Haushaltlehrtöchtern geregelt und 1946 die Berufsprüfung für Bäuerinnen eingeführt. Schon in frühen Jahren wirkte Anna-Elise «Liseli» Spiess als Kursleiterin für Feldgemüsebau, Lehrmeisterin und Rechnungsführerin im Kundelfingerhof. Nach eingehenden Vorversuchen war es ihr möglich, die übliche Breitsaat bei der Setzlingsanzucht für den Feldgemüseanbau durch die viel effizientere maschinelle Reihensaat zu ersetzen. Mit der Zielsetzung, die Obstlagerung zu optimieren, wurden im Hofkühlraum kleine Obstgebinde mehr oder weniger mit Wachstuch abgedeckt (hohe Luftfeuchtigkeit, Reduktion O2, Anreicherung CO2,) und unterschiedlichen Kühltemperaturen sowie Luftfeuchtigkeiten ausgesetzt. Die positiven Ergebnisse sowohl betreffend Qualitätsverbesserung als auch Verlängerung der Lagerungsdauer fanden weite Beachtung in Fachkreisen; diese Erfahrungen flossen später in die Konzeption von gewerblichen Obstlagerhäusern ein. Ab 1943 arbeitete Anna-Elise als erste Bäuerinnen-Beraterin und Prüfungsexpertin im Thurgau, mit Vortragstätigkeit in der ganzen deutschsprachigen Schweiz.
In den Kriegsjahren gab Helene Gertrud Spiess-Hotz (1913–1993) als ausgebildete Gartenbaulehrerin, in wöchentlichen Sendungen von Radio Beromünster, Anleitung für den Gemüseanbau in Hausgärten. Sie führte ab 1943 den Gutshaushalt mit Gartenbau auf biologisch-dynamischer Grundlage bis 1970 weiter. In dieser Zeit wurden auch Gemüsespargel angebaut und die Hofanlagen durch viele seltene Pflanzen bereichert.
Schon anfangs des 20. Jahrhunderts wurden rege Kontakte zu vielen Fachleuten und Institutionen im In- und Ausland gepflegt und in Zusammenarbeit mit Experten zahlreiche Versuche in den Bereichen Pflanzenbau, Mechanisierung, Geflügel- und Forellenzucht unternommen. So erfolgten zusammen mit der Landwirtschaftlichen Hochschule Hohenheim eine Weiterentwicklung der Heinzen (Steinacher Heuhütten) sowie Versuche zum Strohaufschluss für Fütterungszwecke. Anfangs der 1950er-Jahre fanden auf den östlichen Kartoffelfeldern des Hofes erste Helikopter-Sprühflüge mit Fungizid-/Insektizidapplikation der Firma Maag, Dielsdorf statt. Zusammen mit dem Institut für Seenforschung Langenargen (Dr. Josef Deufel), sowie dem Volg Winterthur, entwickelte und erprobte Jakob Hermann Spiess pelletiertes Trockenfutter für Forellen.
Ab der Zeit des Ersten Weltkrieges erreichte der Betrieb in Fachkreisen einen landesweit hohen Bekanntheitsgrad und wurde Ziel vieler Gruppenbesuche.

### 21. Jahrhundert
Nutzung seit 2012
Die Grundstücke mit Hofgebäude, Weiher und Halde sind seit 2012 im Besitz von Riccardo Polla aus Fislisbach. Seither wurden umfangreiche Bauprojekte realisiert: Unter der Bezeichnung «Quellpark Kundelfingerhof» werden Fischmast (Import der befruchteten Eier), Fischverarbeitung, Fischspezialitäten, Gastronomie, Hofladen, Angler- und Naturpark betrieben. Als Investition in die Fischindustrie – bezeichnet als «grösste Fischzucht der Deutschschweiz» – wird ein zweistelliger Millionenbetrag genannt. Die Fischproduktion soll jährlich 250 bis 300 Tonnen erreichen.
2019 fanden die verschiedenen Bauprojekte vor allem betreffend Raumplanung, Baugesetzgebung, Gewässerschutz, Tierschutz, Naturschutz, Landschaftsschutz, Denkmalschutz und Heimatschutz in einigen Printmedien teilweise heftige Kritik. Im Vordergrund stehen die ohne ordentliches Baubewilligungsverfahren realisierten umfangreichen Grundwasserfassungen  und die gesetzwidrige Eindolung des Mülibaches.
Aufgrund zahlreicher Beschwerden und Messungen betreffend der Wasserqualität (Trübung, Stickstoff- und Phosphor-Belastung) im Mülibach, erlässt das Amt für Umwelt im Januar 2022 eine Sanierungsverfügung hinsichtlich der Fischmastanlage.
Am 21. Juli 2022 teilte das Bundesamt für Lebensmittelsicherheit und Veterinärwesen als öffentliche Warnung mit, dass im Rahmen von amtlichen Untersuchungen in geräuchertem Fisch vom Kundelfingerhof Listerien nachgewiesen worden waren. Es wurden Rückrufmassnahmen sowie ein Produktions- und Verkaufsstopp angeordnet. Nach verschiedenen Änderungen technischer und hygienischer Art im Verarbeitungsbetrieb konnten die Produktion und der Vertrieb gegen Ende September 2022 wieder aufgenommen werden. Mitte Januar 2023 berichtete das Bundesamt für Gesundheit (BAG) in seinem Bulletin, dass 20 Personen an Listerien erkrankt seien und ein Mensch mutmasslich daran gestorben sei.

## Zeittafel
- Jungsteinzeit 4000 v. Chr.: Links des Kundelfinger-Baches in der Flur Nigelsee findet man 1935 mehrere Pfähle von einer jungsteinzeitlichen Siedelung.

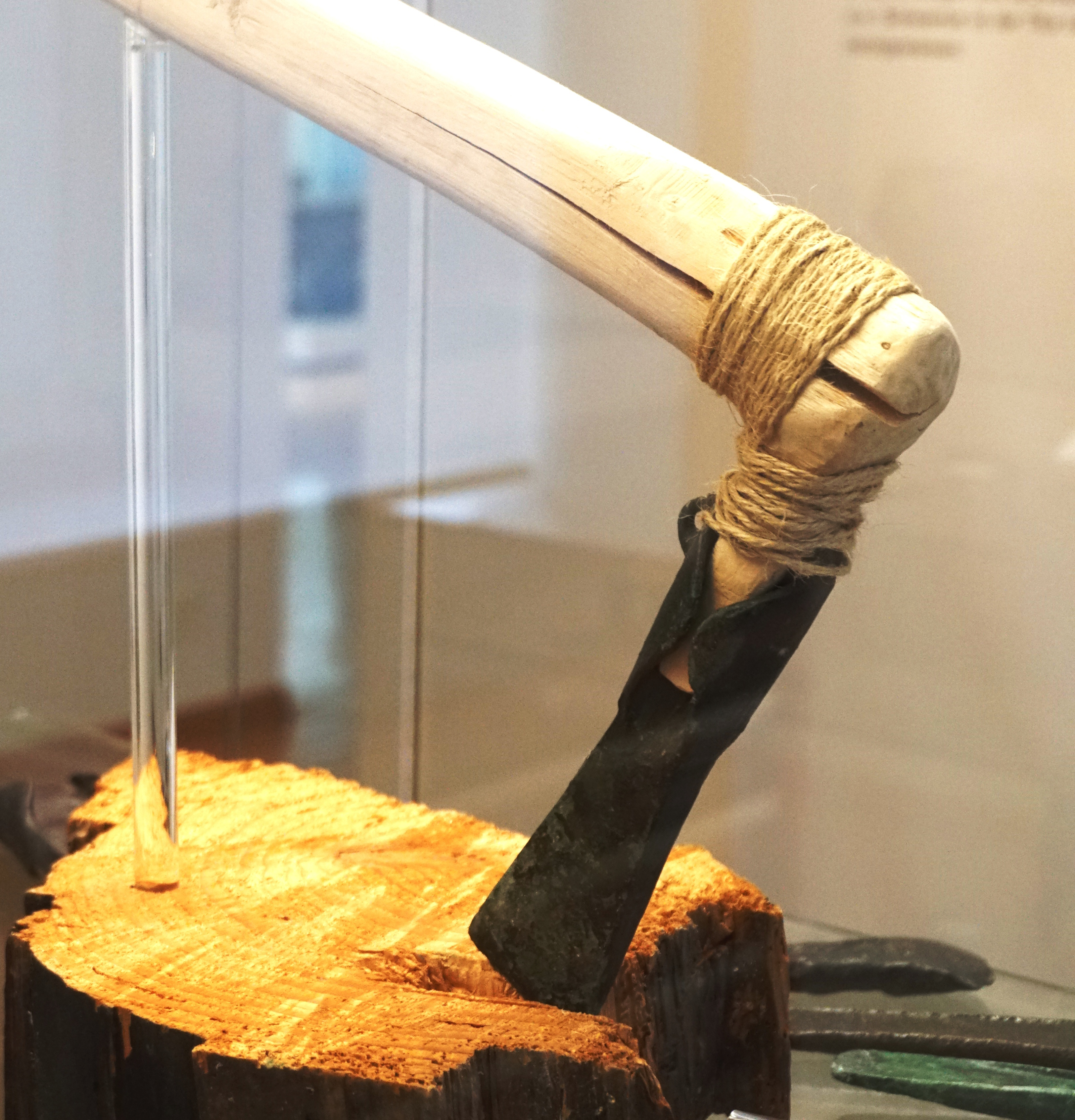
Bronzebeil 1926 beim Kundelfingerhof aufgefunden (Amt für Archäologie Thurgau, Inventar-Nr. 1926.007.1.1)

- Spätbronzezeit 1300–800 v. Chr.: Westlich des Kundelfingerhofes wurde 1926 ein Bronzebeil von 0,49 kg aufgefunden.
- Spätlatènezeit 120–80/70 v. Chr.: Fund einer keltischen Silbermünze, 2004 nahe bei den Hofgebäuden.
- Römerzeit ab 15 v. Chr. (nordöstliches Mittelland): Im Gebiet von Kundelfingen fand man im 19. Jahrhundert bescheidene Spuren einer römischen Besiedelung und weiter östlich im Ratihart beim Bau der Bahnlinie (1894) ein Gefäss mit 200 Silbermünzen.
- 1263: Älteste Kundelfinger-Urkunde, Ersterwähnung als Chunnonvingen: Eine Mühle mit der grossen Wasserquelle und Grundstücke von insgesamt 27 Jucharten (ca. 9 ha) werden von Ritter Rudolf von Strass an das Kloster Paradies verkauft.
- 1271: Graf Rudolf von Habsburg schenkt Güter zu Chunolvingen an das Kloster St. Katharinental.
- 1333: Etwa 170 m westlich des Weilers wird vom Kloster St. Katharinental der Schlatterbach in einem «Känel» über den Kundelfingerbach (Besitz Kloster Paradies) geführt, um die nördlichen Felder im Klosterbesitz bewässern zu können. Das System hat Bestand bis ins 19. Jahrhundert.
- 1342: Auf einem Grundstück bei Kundelfingen entsteht beim Einziehen des Zehnten, zwischen den Abgeordneten der Klöster St. Katharinental und Paradies, ein «heftiger Zwist mit thätlichen Misshandlungen» und gerichtlichen Folgen. Die Flur wird von nun an als «Kriegswiese» benannt.[19]
- 1414 klagt das Kloster Paradies gegen Hans Stirer, Lehensträger der Mühle und Güter zu Kundelfingen, wegen mangelhaftem Gebäudeunterhalt (Zerfall) und Verkauf von Heu und Stroh vom Gut.[20]
- 1425 und 1477: Erstmals wird eine «Schleife» beziehungsweise «Schleifmühle» zu Kundelfingen erwähnt.
- 1602 und 1785: Erwähnung der Bleiche zu Kundelfingen.
- 1714 Kirchenneubau in Schlatt. Gemäss «Stuhlordnung» erhält die «Frau Bleikerin von Kundelfingen» den «dritten Weibersitz» neben der «Frau Schultheissin von Diessenhofen» und der «Frau Pfarrerin».[21]
- 1804: Die thurgauische Regierung verfügt die Zusammenlegung der Verwaltungen der Klostergüter Paradies und St. Katharinental.
- 1807: Felix Zulauf, Pächter des Paradieser Hofes in Kundelfingen, erwirbt durch Gant die Mühle Willisdorf.
- 1836 wird das Kloster Paradies auf Grossratsbeschluss aufgehoben und der Liegenschaftsbesitz von insgesamt 478 ha anlässlich einer Steigerung an Melchior Wegelin von Diessenhofen und acht weitere Mitbeteiligte (bekannt als «Gesellschaft Paradies») verkauft.
- 1839 erwerben Melchior Wegelin und Mitbeteiligte auch den Katharinentaler Hof zu Kundelfingen.
- 1869 wird auch das Kloster St. Katharinental durch den Staat aufgelöst.
- 1870 pachtet Wilhelm Spiess von Uhwiesen (1823–1904) einen der ehemaligen Lehenshöfe (Katharinentaler Hof) mit 22 ha in Kundelfingen für 6 Jahre.
- 1876: Kauf und Zusammenlegung der Höfe, der Tuchbleicherei und ehemaligen Mühle durch Wilhelm Spiess und Maria Spiess-Stamm (1835–1900). Der Weilername Kundelfingen wird von nun an überwiegend durch die Bezeichnung Kundelfingerhof abgelöst.
- 1893: Bau der Bahnlinie Schaffhausen-Diessenhofen. Im Waschhaus in Kundelfingen werden das Baubüro und eine Grossküche für die vielen italienischen Gastarbeiter eingerichtet.
- 1900: Entdeckung und Erschliessung der zweiten oberen Quelle.
- 1901: Betriebsübernahme durch Hermann Spiess (1866–1930) und Maria Magdalena Spiess-Herrmann (1871–1936).
- 1902 und 1911: Scheunenbrände durch spielende Kinder bzw. Selbstentzündung. Die Scheune wird jedes Mal wieder etwas höher aufgebaut.
- 1903 wird die erste Wasserturbine System Schwamkrug zur Stromerzeugung und zum Direktantrieb eingerichtet: Erstes elektrisches Licht in der Gegend.

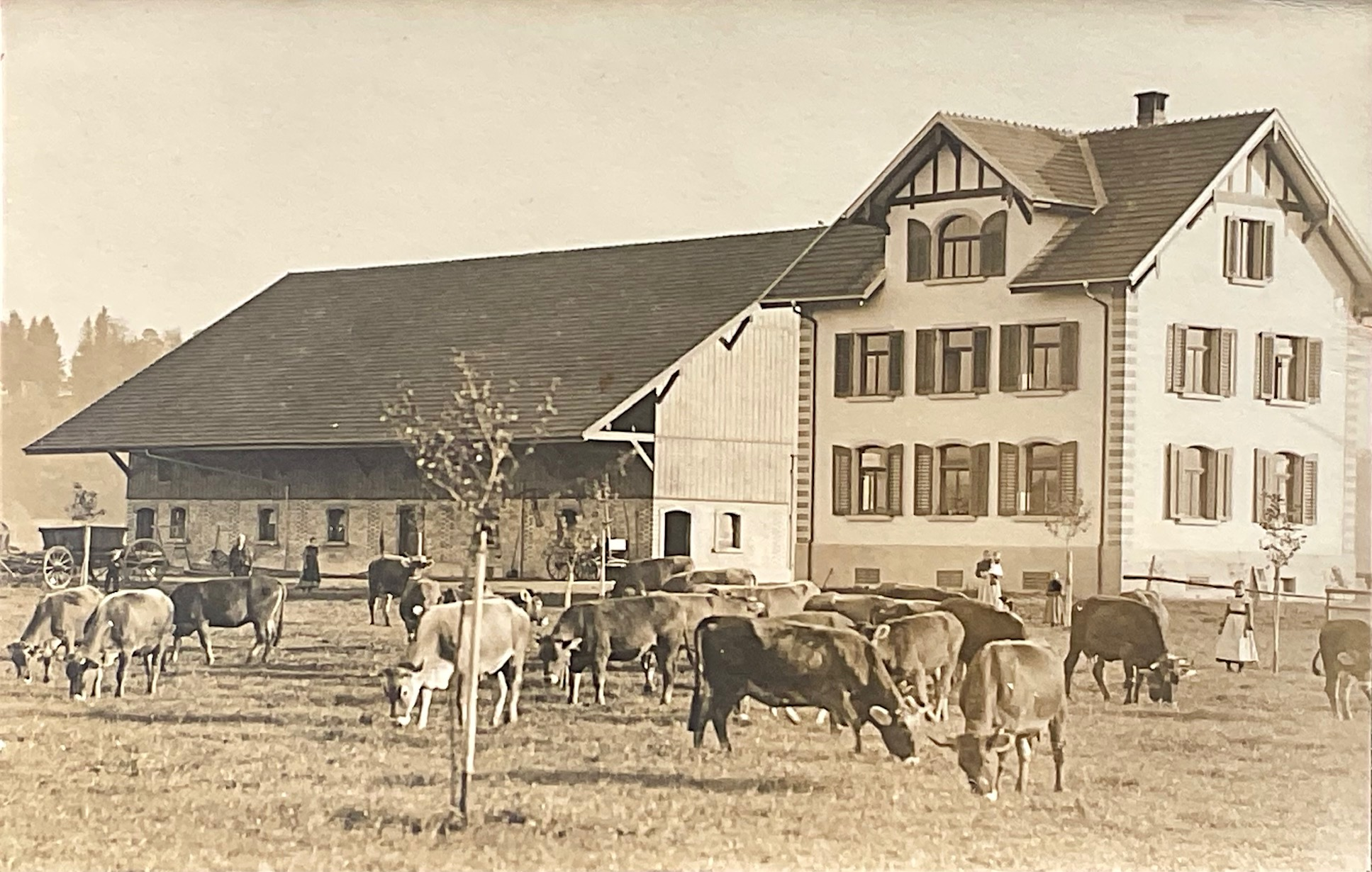
Neuhof westlich von Kundelfingen um 1910, Sicht von Norden. Besitzerfamilien: Amacker, ab 1930 Monhart

- Neuhof westlich von Kundelfingen um 1910, Sicht von Norden. Besitzerfamilien: Amacker, ab 1930 Monhart1904: Westlich von Kundelfingen wird nach Rodung des «Rosshölzli»- Waldes von den «Güterhändlern» der Neuhof gebaut.
- 1905: Ein Telefonanschluss mit der Rufnummer 29 wird installiert.
- 1906: Hermann Spiess erwirbt auch die grosse Wasserquelle mit Walkerhaus und Bach. Dadurch kann 1909 zusätzlich eine effiziente Francis-Turbine für den Dauerbetrieb eingebaut werden.
- 1909: Am 1. April erleidet der vielseitig begabte Knabe Ernst Spiess (1899–1909) in der nahe gelegenen Schreinerei Roost im Wiesental den Unfalltod: Bei der Starthilfe am ersten Otto-Stationärmotor in der Region gerät er zwischen die Speichen des grossen Schwungrades.
- 1912: Eine amtliche Messung der grossen Kundelfinger-Quelle bestätigt eine Schüttung von 4500 Liter pro Minute als grösstes Quellvorkommen im Thurgau.
- 1915: Beginn der Forellenzucht mit Weiherbau.
- 1916–1925: Zupacht der «Staatsdomäne» Griesbacherhof bei Schaffhausen.
- 1918: An der Spanischen Grippe erkrankt fast die ganze Belegschaft der beiden Höfe. Eine Pflegestation wird in Kundelfingen eingerichtet. Der Kundelfinger Praktikant Camenisch vom Löwenstein Schaffhausen stirbt nach kurzer Erkrankung im Spital.
- 1925: Eine Glocke von 11 kg in A-Stimmung der Glocken-Giesserei Aarau wird in einem Dachreiter-Türmchen montiert.
- 1927: Ein Steuerregister der Munizipalgemeinde Diessenhofen orientiert über die Vermögen, Einkommen und Steuerraten aller Steuerpflichtigen dieser Region.[22]
- 1928: Blähung von 25 trächtigen Rindern. Viele Tiere verenden noch am gleichen Tag.
- 1920–1930: Vollständige Arrondierung, Feldeinteilung nach einem Zwei-Hektar-Raster; fast für die ganze Betriebsfläche werden Bodenleitungen für die Bewässerung und Jaucheausbringung gebaut. Ab 1920 Saatgetreide-Produktion; der erste Traktor wird angeschafft. Elisa-Rosa Spiess (1896–1981) unternimmt erste Versuche mit einem elektrisch beheizten Brutsystem für Geflügel.
- 1930–1943: Nach dem Ableben von Hermann Spiess (1930) und seiner Frau Maria Magdalena (1936) führen die Gebrüder und Geschwister Spiess der dritten Generation den Betrieb über 13 Jahre gemeinsam.

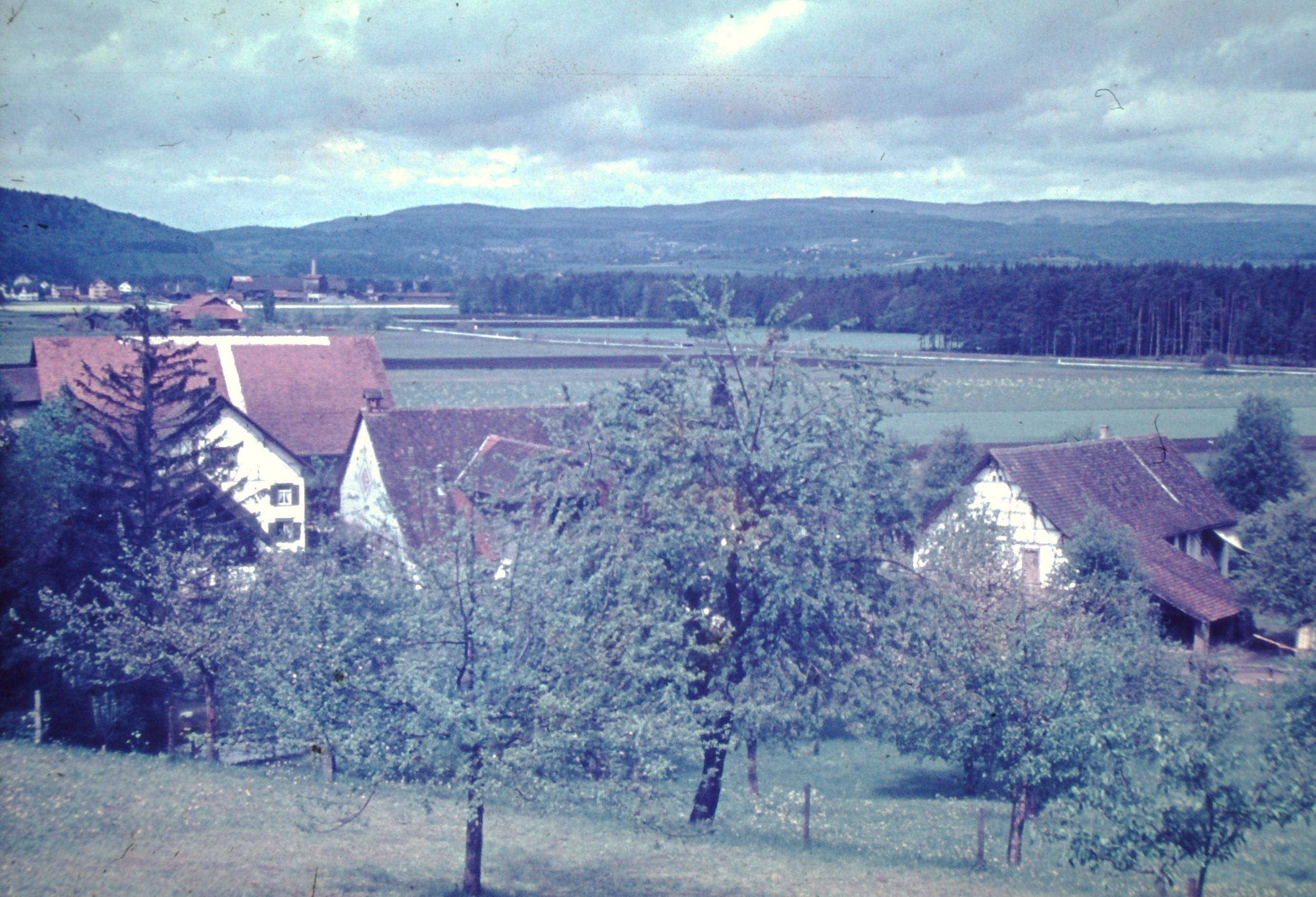
Kundelfingerhof um 1940. Während den Kriegsjahren wies das grosse Schweizerkreuz auf dem Scheunendach die Besatzungen fremder Flugzeuge, auf die Landesgrenze hin. Ein weiteres Kreuz ist im westlichen Hintergrund, auf dem Dach des Ziegeleigebäudes Neuparadies, zu erkennen

- Kundelfingerhof um 1940. Während den Kriegsjahren wies das grosse Schweizerkreuz auf dem Scheunendach die Besatzungen fremder Flugzeuge, auf die Landesgrenze hin. Ein weiteres Kreuz ist im westlichen Hintergrund, auf dem Dach des Ziegeleigebäudes Neuparadies, zu erkennen1943: Betriebsübernahme durch Jakob Hermann Spiess (1894–1975) und Helene Gertrud Spiess-Hotz (1913–1993).
- 1944: Absturz eines viermotorigen US-Bombers B-24 Liberator auf südwestliche Felder des Hofes. Die Besatzung konnte sich vorher durch Fallschirmabsprung retten.
- 1959: In der Halde und im Wald östlich des Hofes entstehen mehrere unterirdische «Atomschutzbunker».
- 1968: Schüttung der Kundelfingerhofquellen: 5300 Liter pro Minute.
- 1970: Der Betrieb geht in vierter Generation an Sohn Hermann Spiess (geb. 1944) als letzten Besitzer der Familie Spiess über. Die Fischzucht wird weiter ausgebaut.
- 1992: Durch die Nagra werden, nahe bei den Kundelfingerhofquellen, seismische Messungen durchgeführt. In der Folge beträgt die Quellschüttung noch 3400 Liter pro Minute.[23]
- 1995: Schüttung der Kundelfingerhofquellen: 5650 Liter pro Minute.[23]
- Ab 1995 erfährt der Betrieb viele strukturelle Eingriffe bzw. Veränderungen wie Verpachtung von grossen Feldflächen, Kiesabbau und Aufbau einer Hofgastronomie.
- 2005: Nach Umzonung von ca. 12 ha Ackerland im Norden und Osten des Hofareales Kiesabbau für die Schaffung von grossen Weihern für Fischhaltung, Naturbaden und Anglersport, Anlage von zusätzlichen Strassen. Verkauf von Feldfläche im Osten für Gemüsebau.
- 2012: Aufteilung und Verkauf des Gehöfts und der Felder an mehrere Nachbesitzer. Riccardo Polla von Fislisbach erwirbt die Grundstücke mit Hofgebäude, Weiher und Halde. Die grosse Quelle geht in Staatsbesitz über.
- Um 2015: Abbruch des historischen Waschhauses von 1808 und der Getreidescheune von 1910. Neubau eines grossen stilfremden Wohngebäudes.
- 2017/2018: Abbruch der westlichen Fischteiche, Neubau Fischmastanlage mit 66 Betonfliesskanälen und zwei grossen stilfremden Betriebsgebäuden. Ausführung zahlreicher gebohrter Grundwasserfassungen in der Halde; Zielsetzung: Erhöhung der Wasserförderung um zusätzlich 4000 Liter pro Minute.[24]
- 2019: Rückgang der «Kundelfingerhofquellen» auf eine Schüttung von 1080 Liter pro Minute.[25] Nach einem weiteren Rückgang wird die Anzeige der Messwerte für die «Kundelfingerhofquellen» im Wasserportal Thurgau abgesetzt.
- 2020: Das Amt für Umwelt des Kantons Thurgau verfügt die Stilllegung der Grundwasserfassungen beziehungsweise Filterbrunnen.[26]
- 2021: Im Osten des Weilers wird ein «Eventlokal» gebaut.[9] Das Schweizer Fernsehen überträgt vom Kundelfingerhof ab 1. Juli sieben Livesendungen «Donnschtig-Jass».
- 2023: Die Ton-Dachziegel der grossen Scheune werden zur Hälfte und die des Wagenschopfes fast vollständig mit Solarmodulen überdeckt.
- 2024: Die Messstelle Müllibach/Neuhof im Wasserportal Thurgau zeigte bis zur Abschaltung der Anzeige um die Mitte des Jahres zeitweise Abflusswerte, welche den Mittelwert von ca. 5000 Liter pro Minute (entsprach der früheren mittleren Quellschüttung) immer wieder bis um ein Vielfaches überschritten.

## Bilder

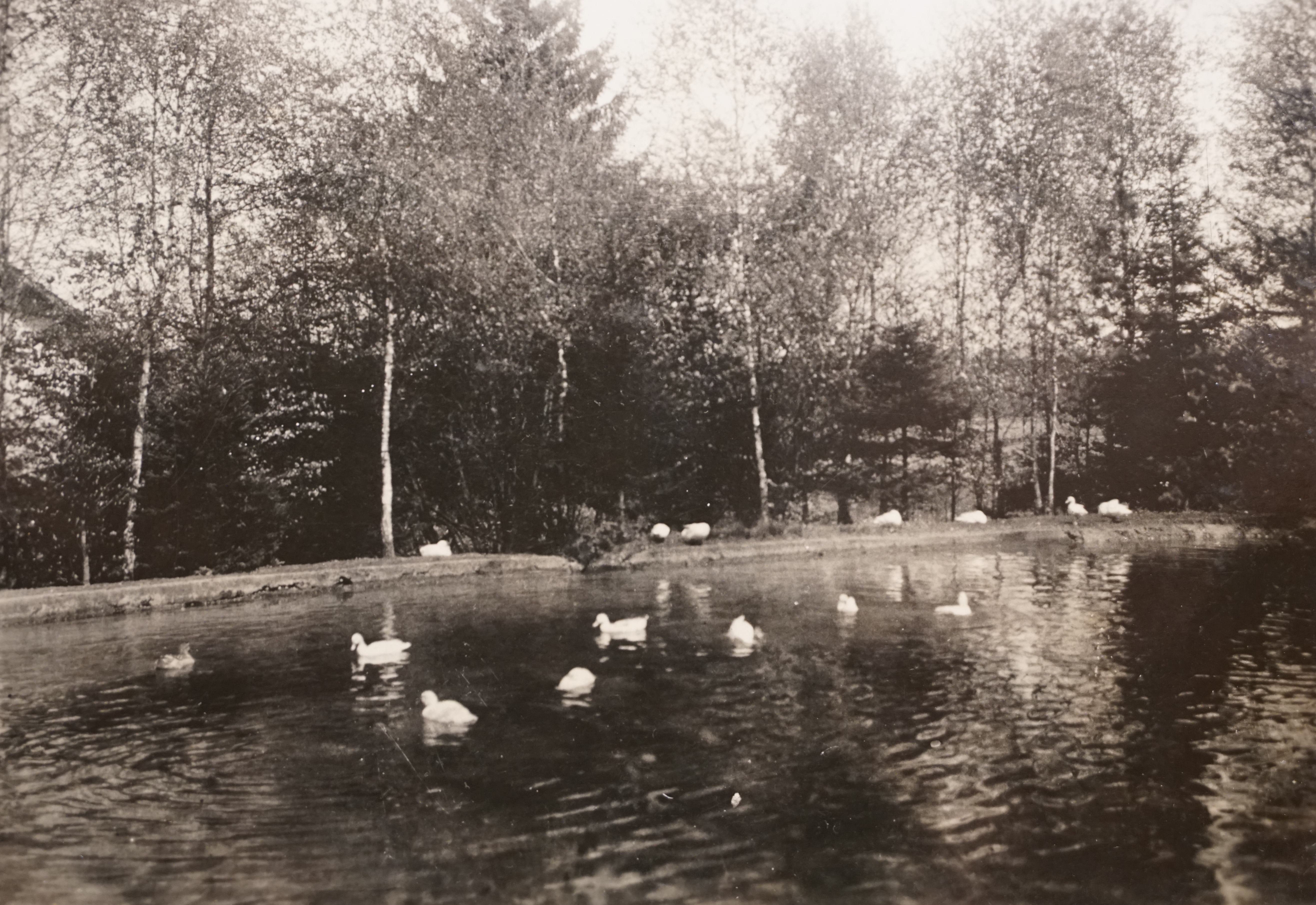
Quellweiher 1910, Wasserabfluss 4500 Liter pro Minute, Kundelfingerhof
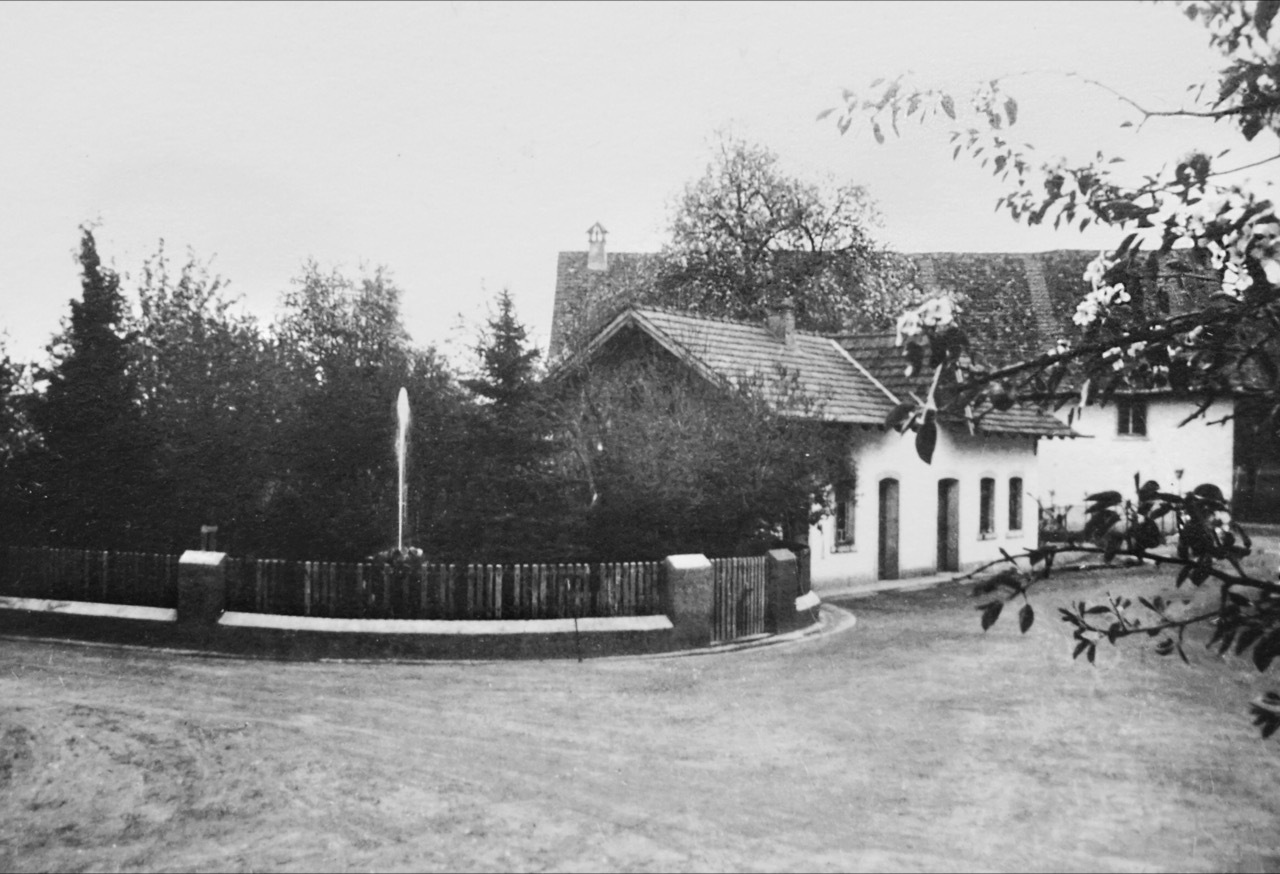
Hofeinfahrt mit Springbrunnen und Waschhaus von 1808 (2015 abgebrochen) um 1920, Kundelfingerhof
Gutshaus um 1930, Kundelfingerhof
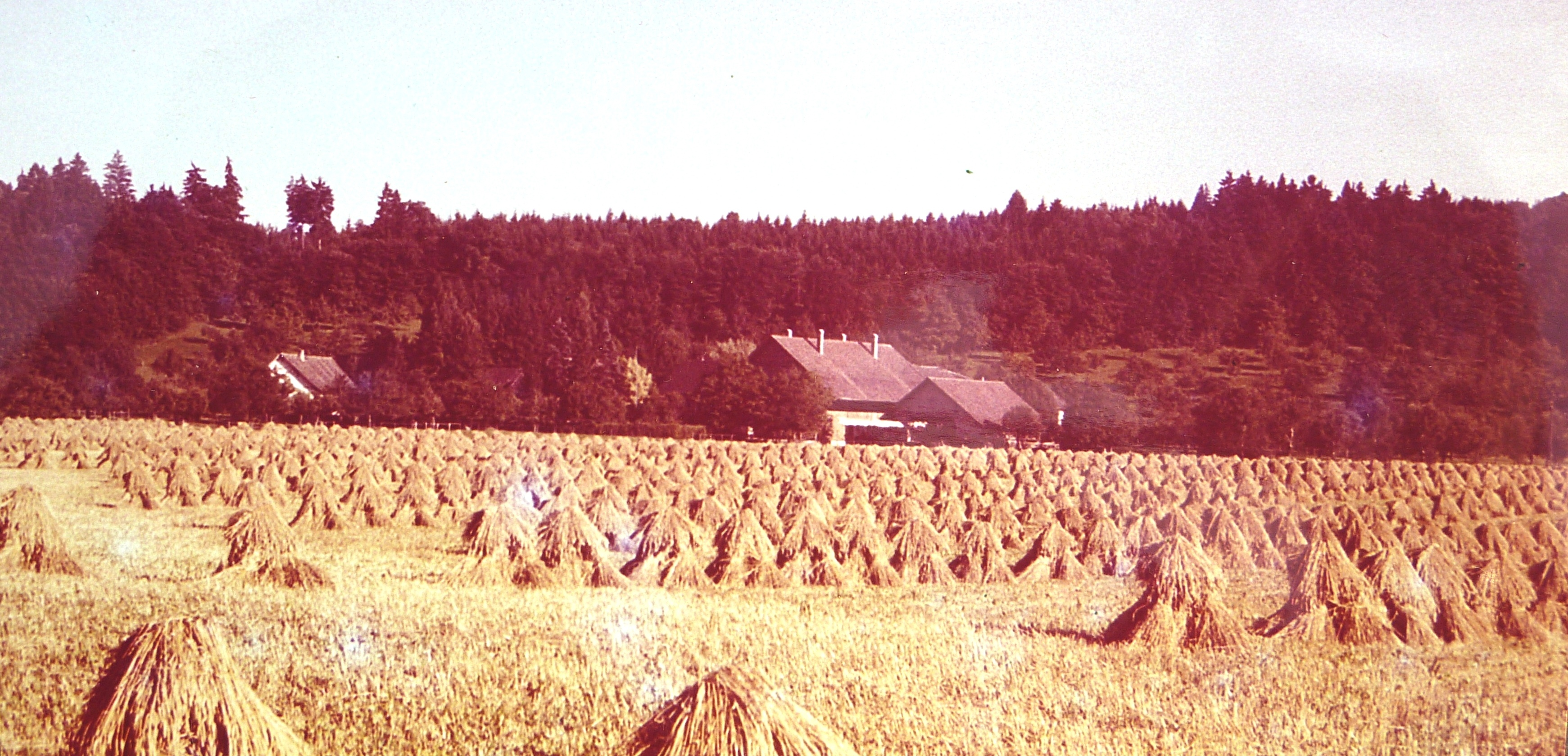
Kundelfingerhof um 1950
Kundelfingerbach oder Mülibach (früher Schwarzach) mit Hofgebäuden im Hintergrund um 1970 (2017/2018 eingedolt)
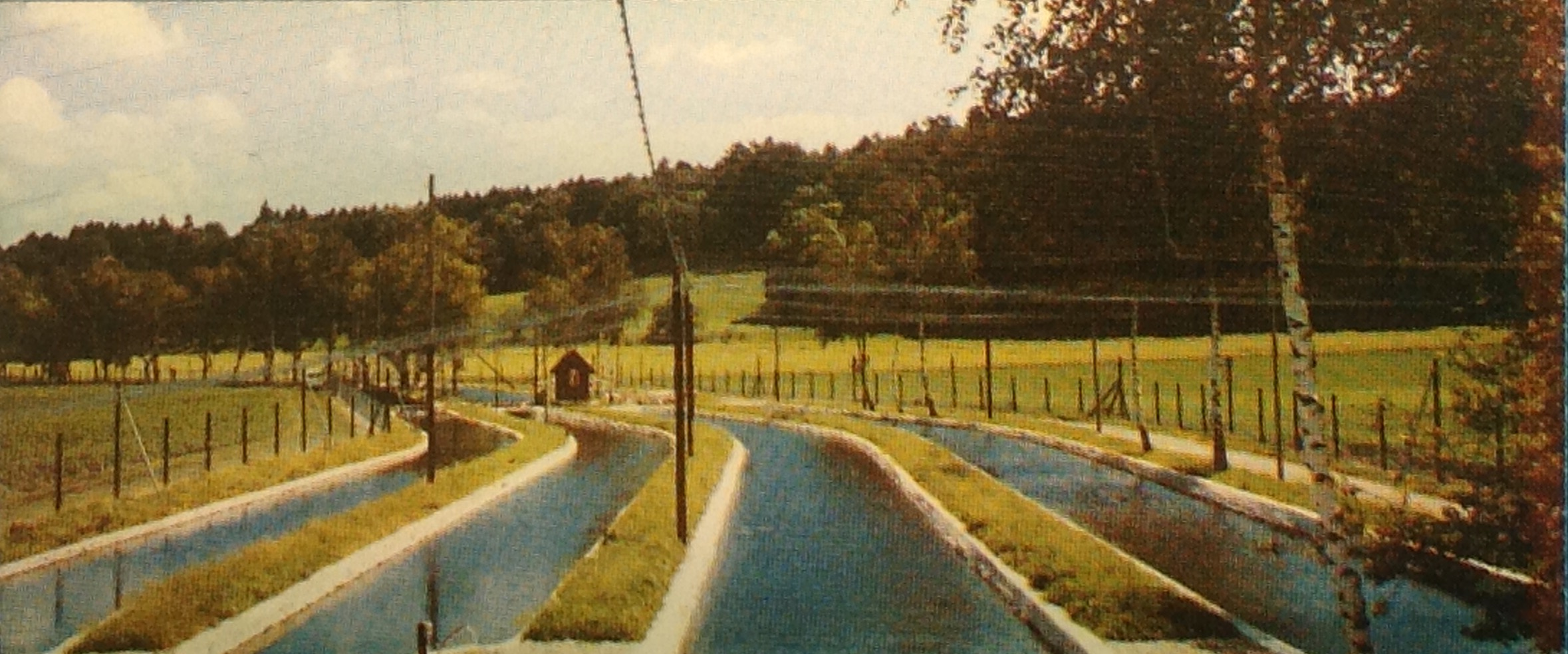
Kundelfingerbach von Westen mit parallel dazu verlaufenden, durch Bollsteinmauern umfassten Forellenweihern; Gerätehäuschen bei Brücke im Hintergrund (Anlage 2017/2018 abgebrochen)
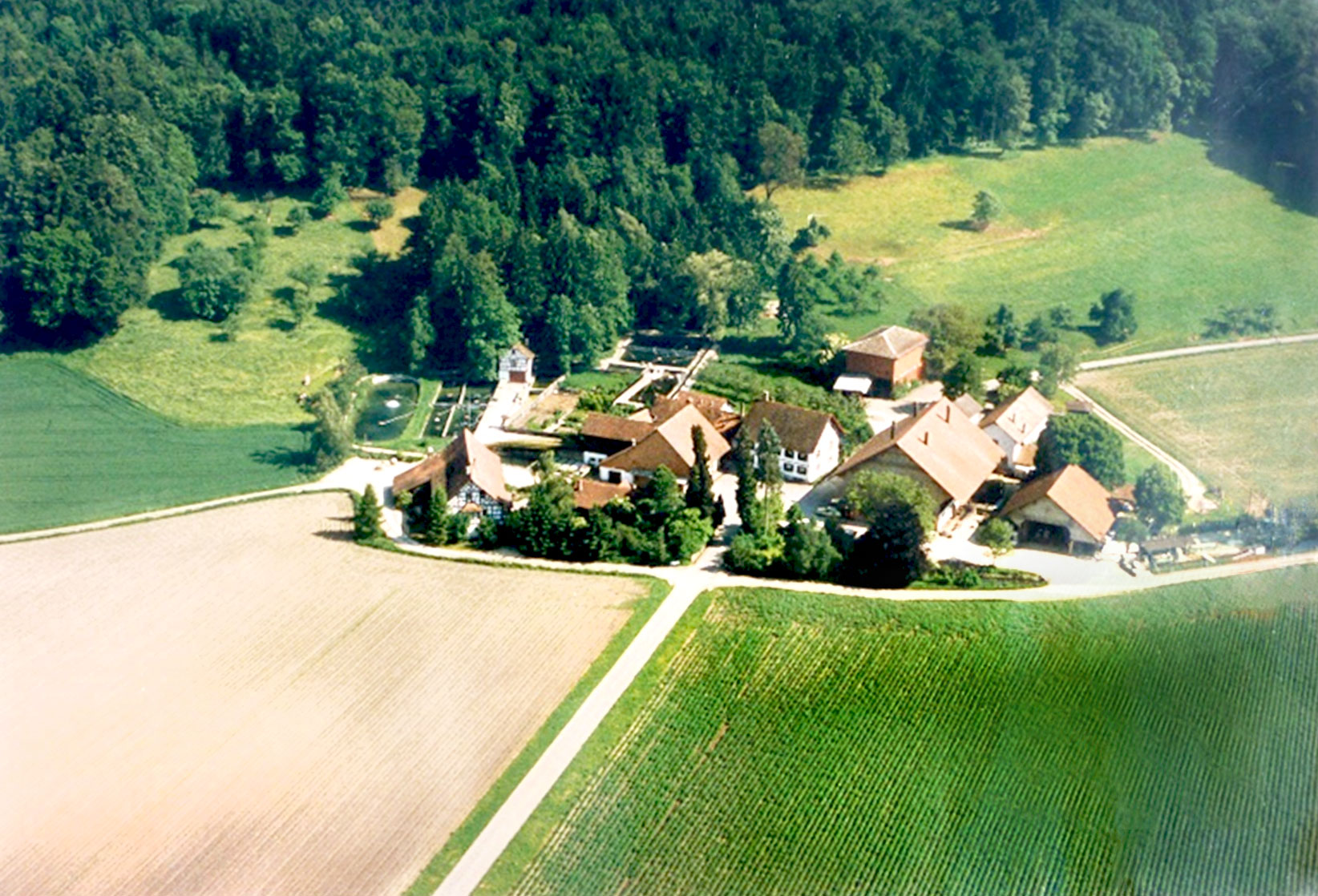
Kundelfingerhof um 2000
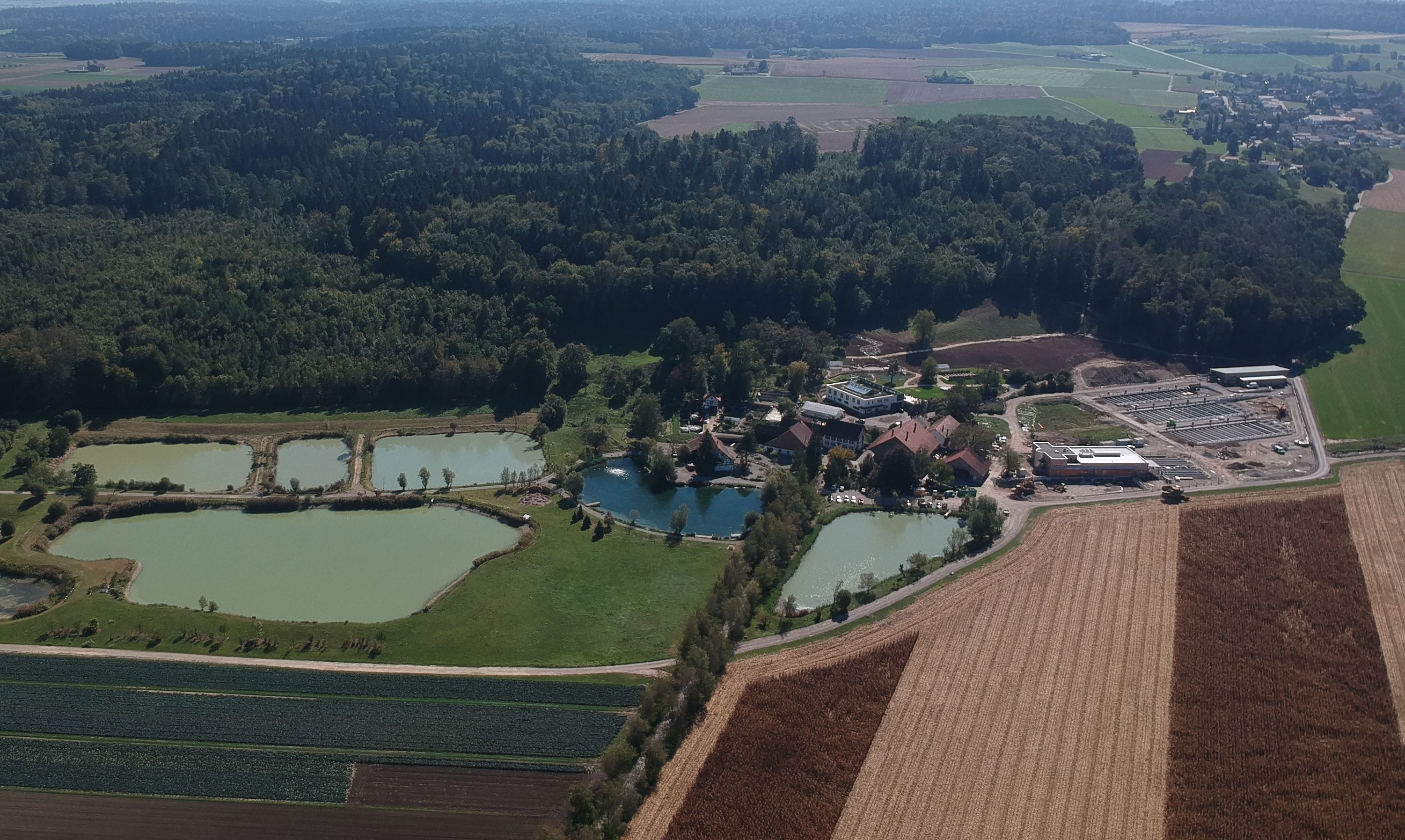
Kundelfingerhof im Jahr 2018